# Geschiedenis van Amsterdam

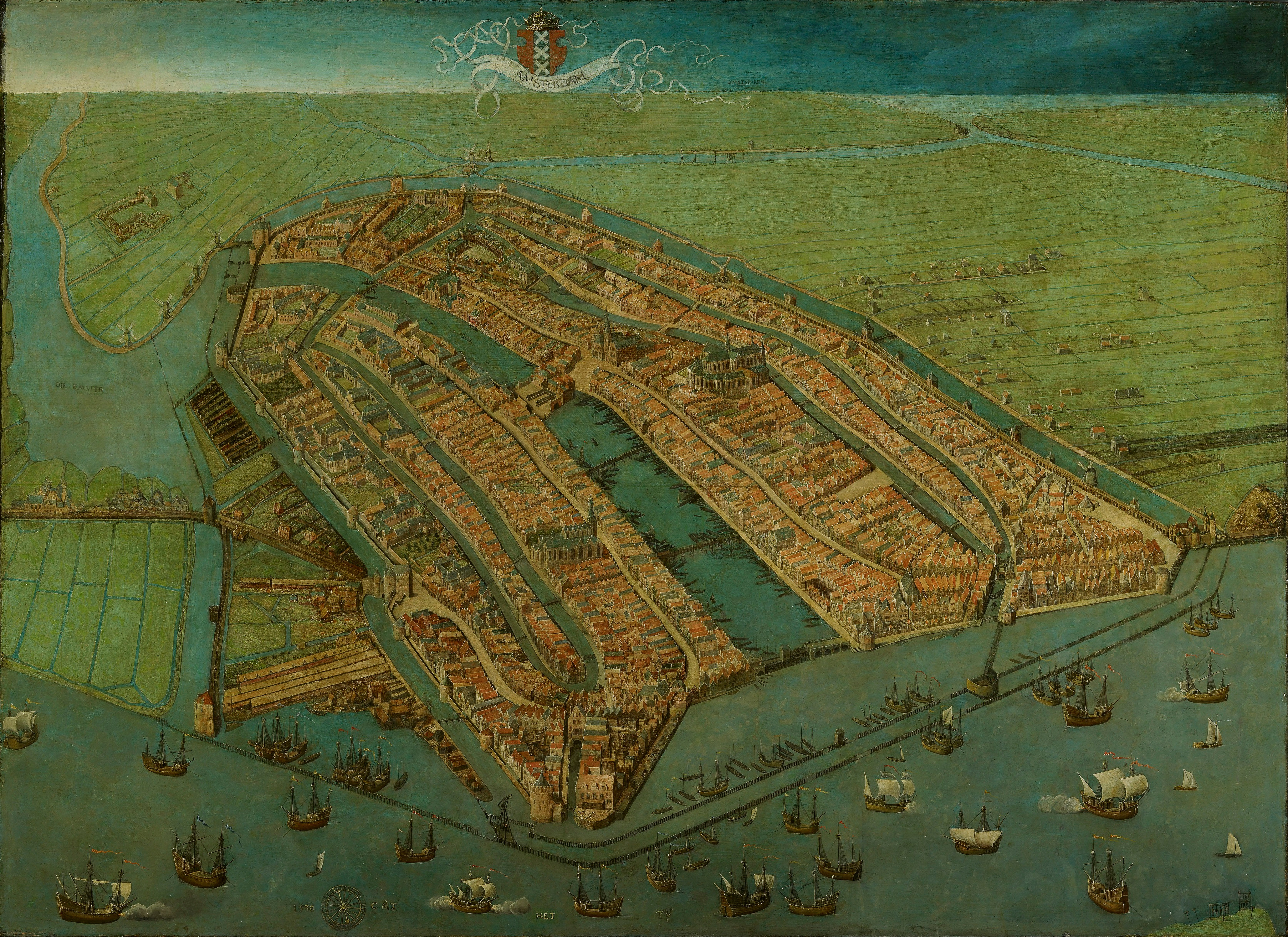
Amsterdam in 1538. Deze plattegrond, gemaakt door Cornelis Anthoniszoon, is de oudste stadsplattegrond van Amsterdam. Hierop is het voltooide middeleeuwse Amsterdam (met stadsmuur en poorten) te zien. Zoals vroeger gebruikelijk was, wordt de stad getekend vanaf het IJ, dus met het noorden aan de onderzijde

Amsterdam en omgeving in 1850. De stad ligt nog binnen de omwalling langs de Singelgracht. De grote wateren, het Haarlemmermeer en het IJ, zijn nog niet drooggemaakt. Een groot deel van het nog landelijke groene gebied is sindsdien bebouwd

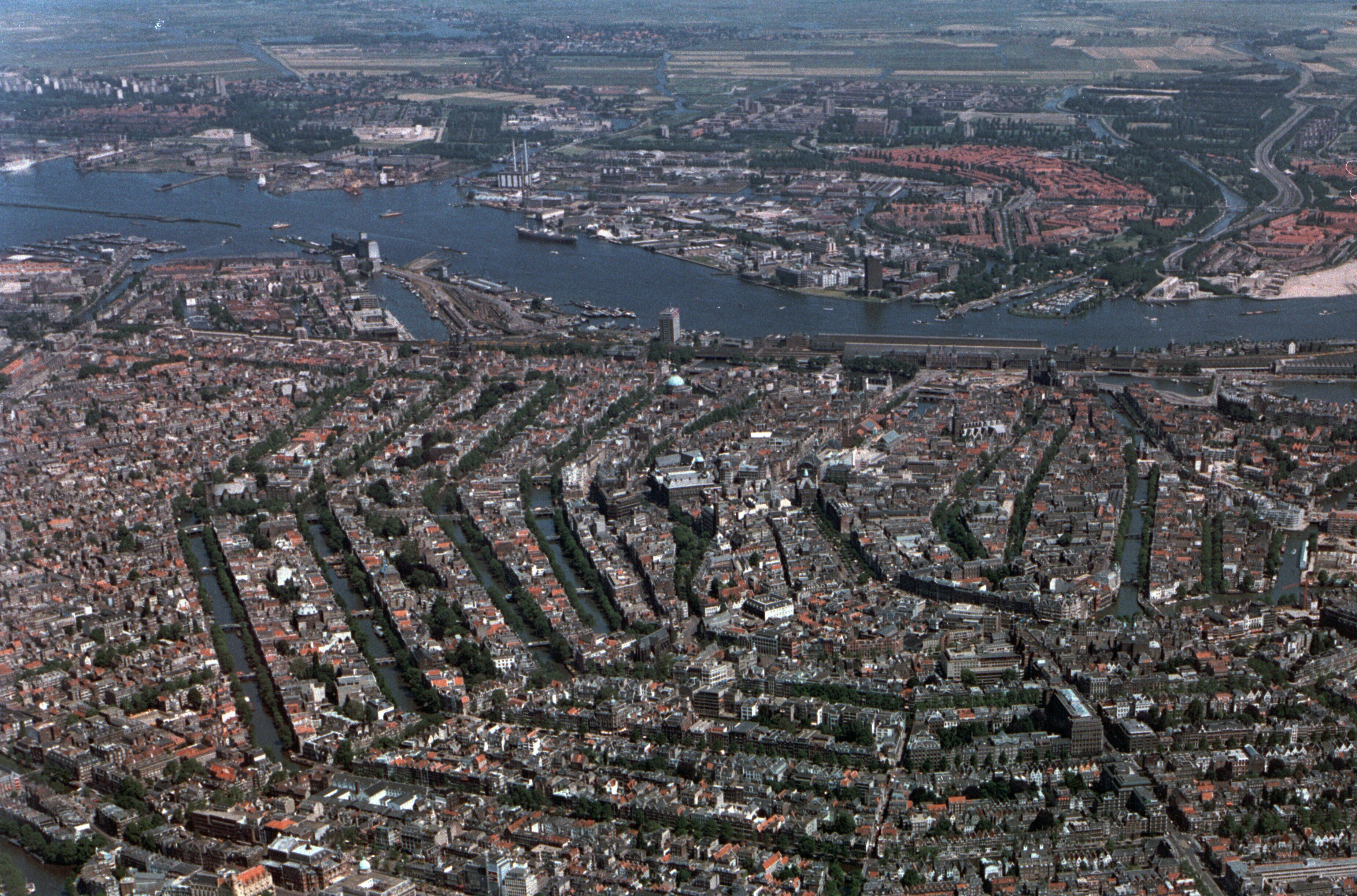
Amsterdam in de jaren tachtig. Luchtfoto van de Grachtengordel en de Binnenstad met het IJ aan de bovenzijde.

De geschiedenis van Amsterdam beschrijft hoe Amsterdam zich vanaf de middeleeuwen ontwikkelde tot een van de grootste handelssteden ter wereld in de Gouden Eeuw, tot de hoofdstad van Nederland en een stad met 931.748 inwoners in 2024.

## Etymologie
Het oudste document dat verwijst naar de nederzetting van Amestelledamme staat in een giftbrief gedateerd 27 oktober 1275. Op grond van dit document werden de inwoners van het dorp door graaf Floris V vrijgesteld van het betalen van tol in de Graafschap Holland.
Amsterdam betekent letterlijk dam in de Amstel. De oude charters die bewaard worden in de IJzeren Kapel vermelden 18 verschillende spellingswijzen van de naam Amsterdam. In chronologische volgorde van 1275 tot 1596: Amestelledamme, Aemstelredamme, Amestelredamme, Amstelredam, Aemsterdam (1389), Aemstelredam, Amstelredamme, Aemsterdamme, Amstredamme, Amsterdam (1440), Ampsterdam, Amstredam, Amsterdamme, Aemstredam, Haemsterdam, Amsterledam, Ambsterdam, Ambstelredam.

## Vroegste geschiedenis
Recent archeologisch onderzoek heeft uitgewezen dat al lang voordat van Amsterdam sprake was er al bewoning was in de omgeving van de latere Amstel en het IJ. Bij het graven van tunnels en ondergrondse stations voor de Noord/Zuidlijn van de Amsterdamse metro zijn door de archeologen van de Gemeente Amsterdam, onder leiding van stadsarcheoloog prof. dr. Jerzy Gawronski, veel voorwerpen van grote diepte naar boven gehaald uit de bodem van de rivier de Amstel, daar waar nu het Damrak en het Rokin liggen. Archeologische vondsten zijn er uit de Nieuwe steentijd, tot zo'n 4600 jaar geleden en uit de Romeinse tijd, van circa 2.000 jaar geleden.

## Hoge Middeleeuwen

### Nederzetting aan de Amstel (1000-1250)
De geschiedenis van het eigenlijke Amsterdam begint rond het jaar 1000. Toen werd dit moerassige gebied, Aemestelle genoemd, vanuit de Utrechtse regio stukje bij beetje ontgonnen. Vanaf verschillende bestaande veenstromen werden aan weerszijden afwateringssloten gegraven en ontstond een boerengemeenschap van landontginners, zoals ook elders in het veengebied tussen het Gooi en de Hollandse duinen. Toen het veen als gevolg van ontwatering begon in te klinken moesten dijken worden aangelegd om het inmiddels lager gelegen land tegen het water te beschermen.
Met het ontstaan van de Zuiderzee na een reeks stormvloeden in de 11e en 12e eeuw ontstond de brede zeearm het IJ, waarin de Amstel uitmondde. Dit was een gunstige conditie voor het ontstaan en de groei van de latere stad Amsterdam. Door het opdringen van het zeewater kwamen er ook steeds meer overstromingen. In de 13e eeuw leidde dit tot aanleg van dijken langs de Zuiderzee en het IJ zoals de Spaarndammerdijk en Diemerzeedijk.
Op de dijk langs de westoever (nu de Nieuwendijk) verrezen rond 1225 de uit archeologisch onderzoek oudste bekende (houten) huizen van Amsterdam die niet aan agrarische doeleinden waren gerelateerd. Wat later raakte ook de dijk aan de oostkant bewoond (nu Warmoesstraat).

### Dam in de Amstel (1250-1275)
Tussen beide oevers, nabij de monding van de Amstel, werd waarschijnlijk tussen 1250 en 1275 een dam met sluizen aangelegd, de huidige Dam, waar Amsterdam zijn naam aan ontleent. In 1915 zijn restanten van die sluizen aangetroffen op de plek ter hoogte van het latere Nationaal Monument, tussen Gebouw Industria en het gebouw van De Bijenkorf. Het deel van de rivier buitengaats, het Damrak, werd zo de eerste zeehaven van de kleine nederzetting; dit was het begin van de Amsterdamse haven. Het Rokin, aan de landzijde van de Dam, werd een binnenhaven. Dit werd de basis van een handelsnederzetting die uiteindelijk tot de machtige handelsstad Amsterdam zou uitgroeien.

### Strijd om macht in het gebied (1275-1318)

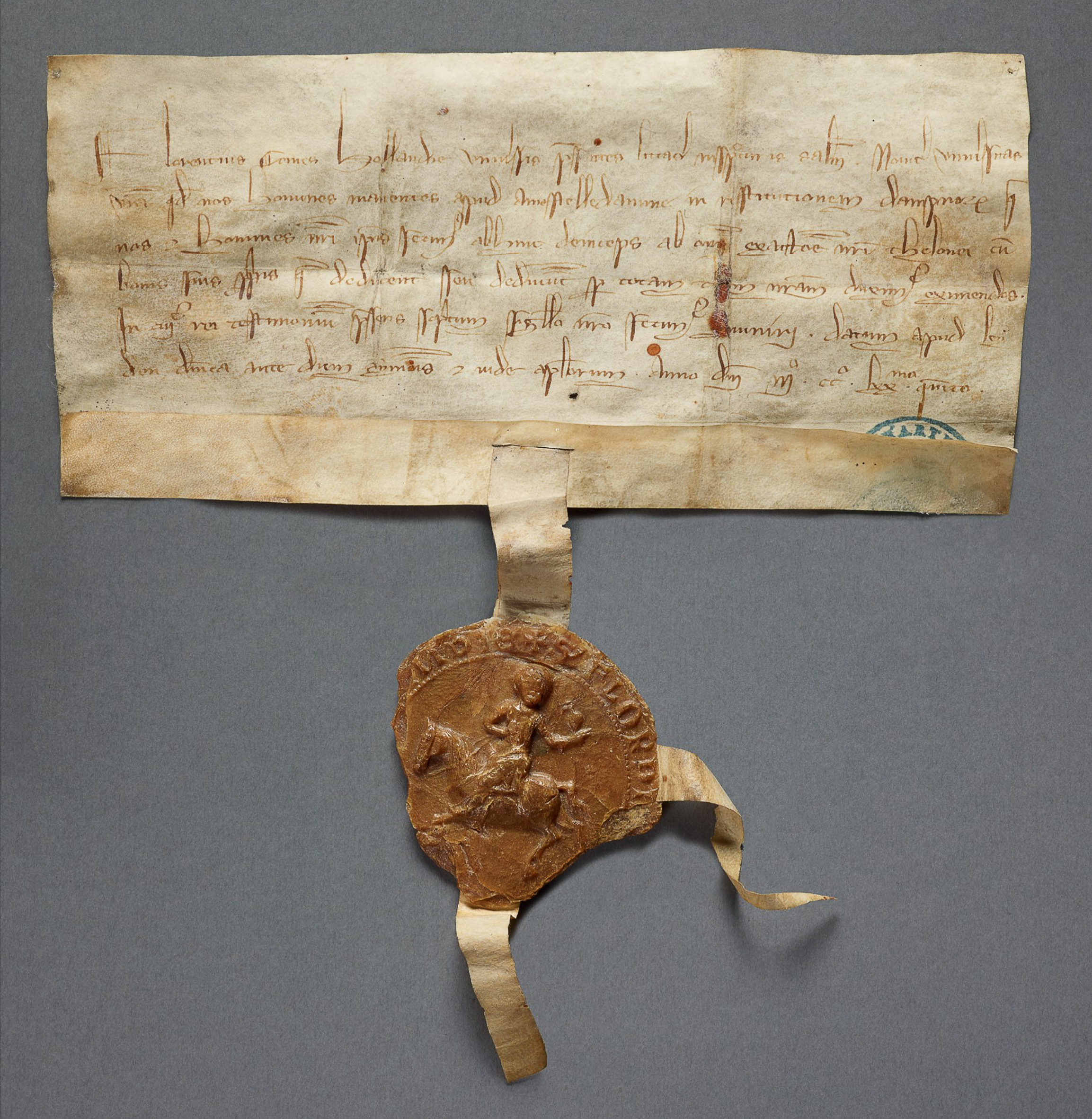
Giftbrief van 1275, tolprivilege.

#### Tolprivilege van Amsterdam (1275)
De eerste schriftelijke vermelding van het toen nog Aemstelledam genoemde dorp was op 27 oktober 1275. Op deze datum verleende graaf Floris V van Holland de bewoners tolvrijheid, het tolprivilege van Amsterdam. De tolvrijheid gaf de mensen rond de Aemstelledamme het recht op vrije vaart door het graafschap Holland, zonder ergens tol te hoeven betalen. Dit deed hij onder andere om het Amstelland binnen zijn invloedssfeer te krijgen.
Bestuurlijk viel het Amstelland destijds onder het Sticht Utrecht. De heren van Amstel bestuurden de streek namens het Sticht. Zij dreigden zich van het Sticht Utrecht af te scheiden, maar Floris V stak daar een stokje voor. Het tolprivilege moest Amsterdam laten zien hoe machtig Holland was. Mogelijk bouwde hij in de jaren 1280-1290 tevens het kasteel van Amsterdam, in een poging om het Amstelland onder controle te houden.
De Amsterdammers leefden in deze periode voornamelijk van de handel, scheepvaart en visserij. Met het tolprivilege hadden de Amsterdammers een grote voorsprong op de andere Hollandse steden. De heren van Amstel namen hier echter geen genoegen mee en vermoordden Floris V in 1296, waarna Amsterdam weer onder het Sticht Utrecht viel.

#### Stadsrechten

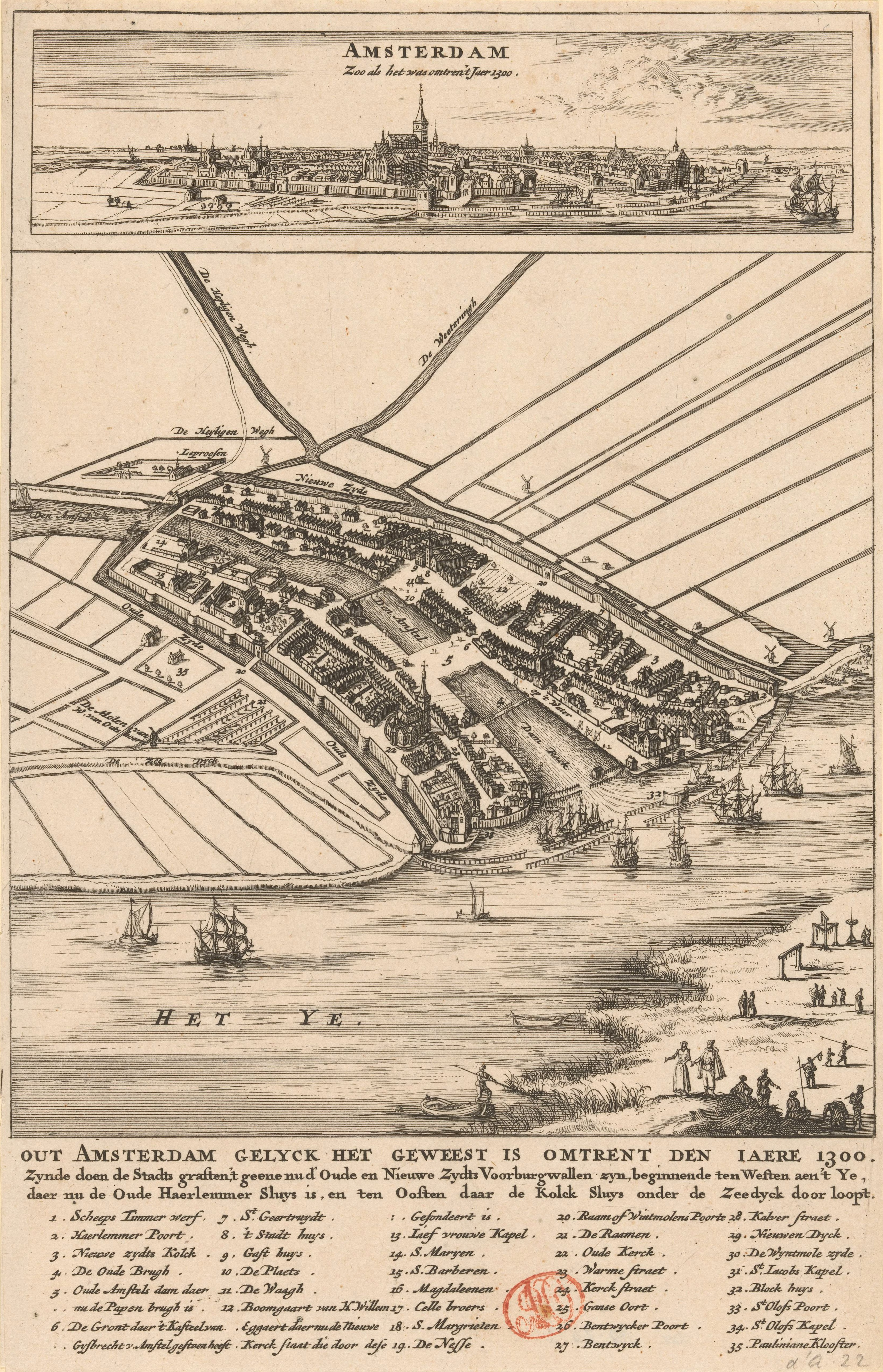
Amsterdam in 1300. 17e-eeuwse impressie van Jan Luyken

Over de precieze datum is onduidelijkheid, maar rond 1300, mogelijk 1306, verleende Gwijde van Avesnes, vanaf 1301/1302 bisschop van Utrecht, Amsterdam stadsrechten. Eigenlijk kan niet meer gezegd worden dan dat het tijdstip kort na 1300 ligt. Amsterdam kende op dat moment nog geen daadwerkelijke stedelijke ontwikkeling en de stadsrechtverlening kan dan ook eerder worden gezien in het licht van de grafelijke politiek: Jan II was in 1299 graaf van Holland geworden en had daarbij de voormalige lenen van onder meer Gijsbrecht IV van Amstel in bezit gekregen, die formeel een Stichts (Utrechts) leen waren maar feitelijk door Holland waren 'geconfisqueerd'. In 1300 beleende hij zijn broer Gwijde met het Amstelland zodat Jan aan de oostgrens een leenman had die hij kon vertrouwen. Gwijde op zijn beurt wilde zijn positie in zijn nieuwe leen bevestigen en deed dat onder meer door een stadsrecht aan Amsterdam te verlenen. Het is mogelijk dat het hier (tevens) een bevestiging betrof van al eerder door Gijsbrecht IV van Amstel aan Amsterdam gegeven rechtsregels. Ook is aannemelijk dat de Amsterdamse bepalingen van Utrechtse oorsprong zijn.

## Late Middeleeuwen
Amsterdam ontwikkelde zich snel. Kort na 1300 werd de eerste kerk gebouwd, het begin van wat nu de Oude Kerk is. Het vroege Amsterdam van rond 1300 bestond uit zes buurtschappen: ten westen van de Amstel de Windmolenzijde bij de Nieuwezijds Kolk, Kalverstraat en de Dam en Bindwijk bij het Spui, en ten oosten van de Amstel de Kerkzijde bij de Oude Kerk, Gansoord bij de Dam en Grimmenes bij de Grimburgwal bij de bocht in de Amstel.
De oorspronkelijke bebouwing bevond zich, zoals gezegd, aan weerszijden van de Amstelmonding, langs de huidige Nieuwendijk en Warmoesstraat. Door de handel groeide de stad en werden parallel aan het Damrak grachten gegraven en wallen opgeworpen voor nieuwe bebouwing: de huidige Oudezijds- en Nieuwezijds Voor- en Achterburgwallen. In 1300 telde het dorp ongeveer 1.000 inwoners; rond 1400 waren dat er 3.000.

#### Graafschap Holland
In 1303 heerste er onrust in Holland waar Jan I van Amstel gebruik van maakte en Amsterdam bij de hand nam en het onder zijn leiding plaatste. Dit ging later de boeken in als het Beleg van Amsterdam. Holland stelde orde op zaken en Jan I van Amstel ontvluchtte Amsterdam in 1304. De stad werd zwaar gestraft en verloor al haar voorrechten en versterkingen. Na de dood van Gwijde in 1317 erfde graaf Willem III het Amstelland, waarna Amsterdam definitief een Hollandse stad was geworden. Hiermee kreeg Amsterdam alle voorrechten weer terug.

#### Handel en burgerlijk bestuur
In 1323 stelde Willem III een tol in op de handel van bier uit Hamburg. Zo verkreeg Amsterdam het alleenrecht op de invoer van bier uit Hamburg. De contacten die de stad met bierhandel opdeed, vormden de basis voor de handel op het Oostzeegebied, de zogenaamde moedernegotie, waar de Amsterdammers in de loop van de veertiende en vijftiende eeuw steeds meer hout en graan vandaan haalden. Graaf Willem IV verleende Amsterdam in het jaar 1342 tegen betaling een uitgebreider Hollands stadsrecht, hetgeen de positie van de stad zeer versterkte. In de vijftiende eeuw was de stad de grootste graanschuur van de Noordelijke Nederlanden geworden en de belangrijkste handelsstad van Holland.
De stad kreeg al snel een traditie van burgerlijk bestuur, met een belangrijke rol voor de vroedschap: een college van vooraanstaande burgers die keuren uitvaardigden. Jaarlijks werden de vier burgemeesters (drie nieuwe en een uit het aftredend college) benoemd door de zgn. Oud-raad, bestaande uit de oud-burgemeesters, de oud-schepenen en de aftredende burgemeesters. Amsterdam was dus een oligarchie. De leden van de vroedschap kozen zelf nieuwe leden voor hun gezelschap (coöptatie). De schepenen, die belast waren met de graaf, later de rechtspraak, werden benoemd door de stadhouder van Holland.

#### Mirakel van Amsterdam(1345)

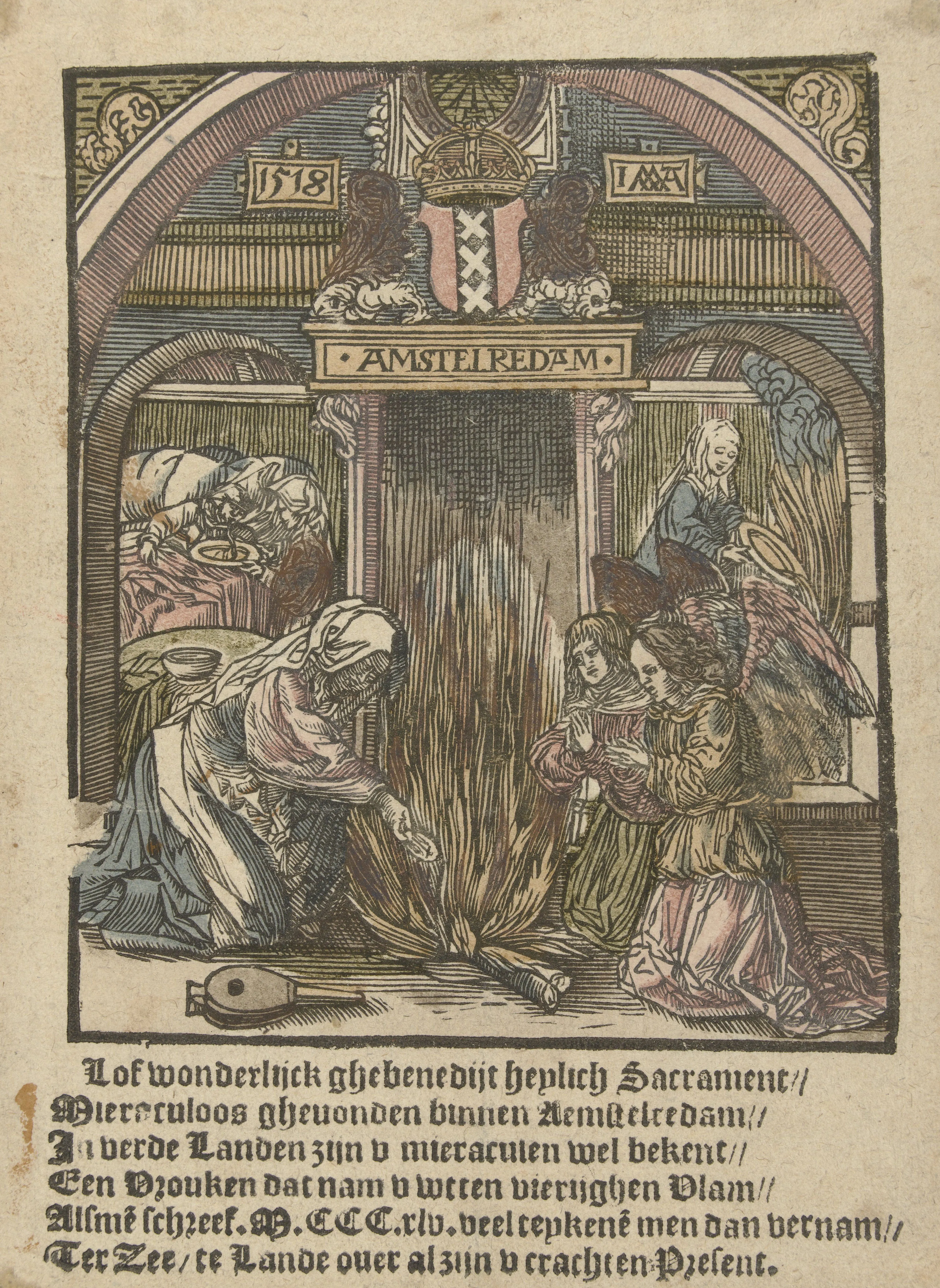
Het Mirakel van Amsterdam.

Naast handelsstad werd Amsterdam ook een religieus centrum. Op 15 maart 1345 vond er een eucharistisch wonder plaats in een huis aan de Kalverstraat. Een in het vuur geworpen hostie zou volgens de overlevering niet verbrand zijn. De hostie werd naar de pastoor van de Oude Kerk gebracht, maar zou de volgende dag weer terug zijn in het huis. Dit zou zich twee keer herhaald hebben. Naar aanleiding van dit wonder, dat bekend staat als het Mirakel van Amsterdam, werd op de plek van het huis de Kapel der Heilige Stede gebouwd, waarna Amsterdam een bedevaartsoord werd.
Tussen 1389 en 1513 verrezen er binnen de toenmalige stadsgrenzen (Singel - Kloveniersburgwal - Geldersekade) negentien kloosters, die circa 20% van het oppervlak van de stad gebruikten. Buiten de stadsomwalling waren er nog twee kloosters. Aan de zuidoostzijde, langs de Oudezijds Voorburgwal en Oudezijds Achterburgwal, ontstond een grote concentratie aan kloosters omdat dit deel van de stad toen nog voldoende vrije ruimte bood. De stad telde daarnaast een aantal kerken en kapellen, waarvan de Oude en Nieuwe Kerk de grootste waren.

### Bourgondische Nederlanden(1433-1482)
Vanaf 1425 breidde de stad zich uit en werd begonnen met het graven van een nieuwe verdedigingsgracht. Het Singel werd rond 1428 gegraven van het IJ tot de Boerenwetering. Rond 1450 volgde het resterende deel tot de Amstel. In die tijd werd het Singel ook wel Stedegracht genoemd. Deze Stedegracht werd aan de oostkant voltooid met de Kloveniersburgwal en de Geldersekade. Vanaf 1481 werd op bevel van aartshertog Maximiliaan de aarden wal vervangen door een stenen muur.
In 1421 en 1452 vonden in Amsterdam grote stadsbranden plaats, waarbij een groot deel van de stad, bestaande uit houten huizen, afbrandde. Bij de brand van 1452 brandde zogezegd maar liefst twee derde van de stad af. De wederopbouw strekte zich uit over vele decennia. Voortaan waren houten gevels en rieten daken vanwege het brandgevaar niet meer toegestaan. Ook werden steeds meer gevaarlijke en overlastgevende bedrijven naar de rand van de stad verbannen. Wel behielden veel huizen een houten skelet dat veelal eeuwen meeging en vaak ouder is dan de later toegevoegde stenen gevels.
Tegen deze tijd kwam de handel met Frankrijk op gang. Men importeerde zout (baaizout, ook wel bruwaat genoemd of brouaedse) uit Brouage, bij La Rochelle. Dit zout werd met veel winst doorverkocht aan de landen aan de Oostzee. :22
De Warmoesstraat werd aan het eind van de Middeleeuwen de rijkste straat van Amsterdam, totdat deze in de zeventiende eeuw door de Grachtengordel werd overvleugeld. Opvallend is de regeling van prostitutie in het Keurenboek van 1413. Het oudste beroep was legaal mits de klandizie bestond uit ongetrouwde mannen. Souteneurs waren onwettig: de vrouwen werden beschermd door schoutsknechten. Als ze het beroep wilden verlaten, werd dit geregeld door de kloosters. De "stadsbordelen" waren geconcentreerd in de Pijlsteeg en de Halsteeg.

### Habsburgse Nederlanden(1482-1581)

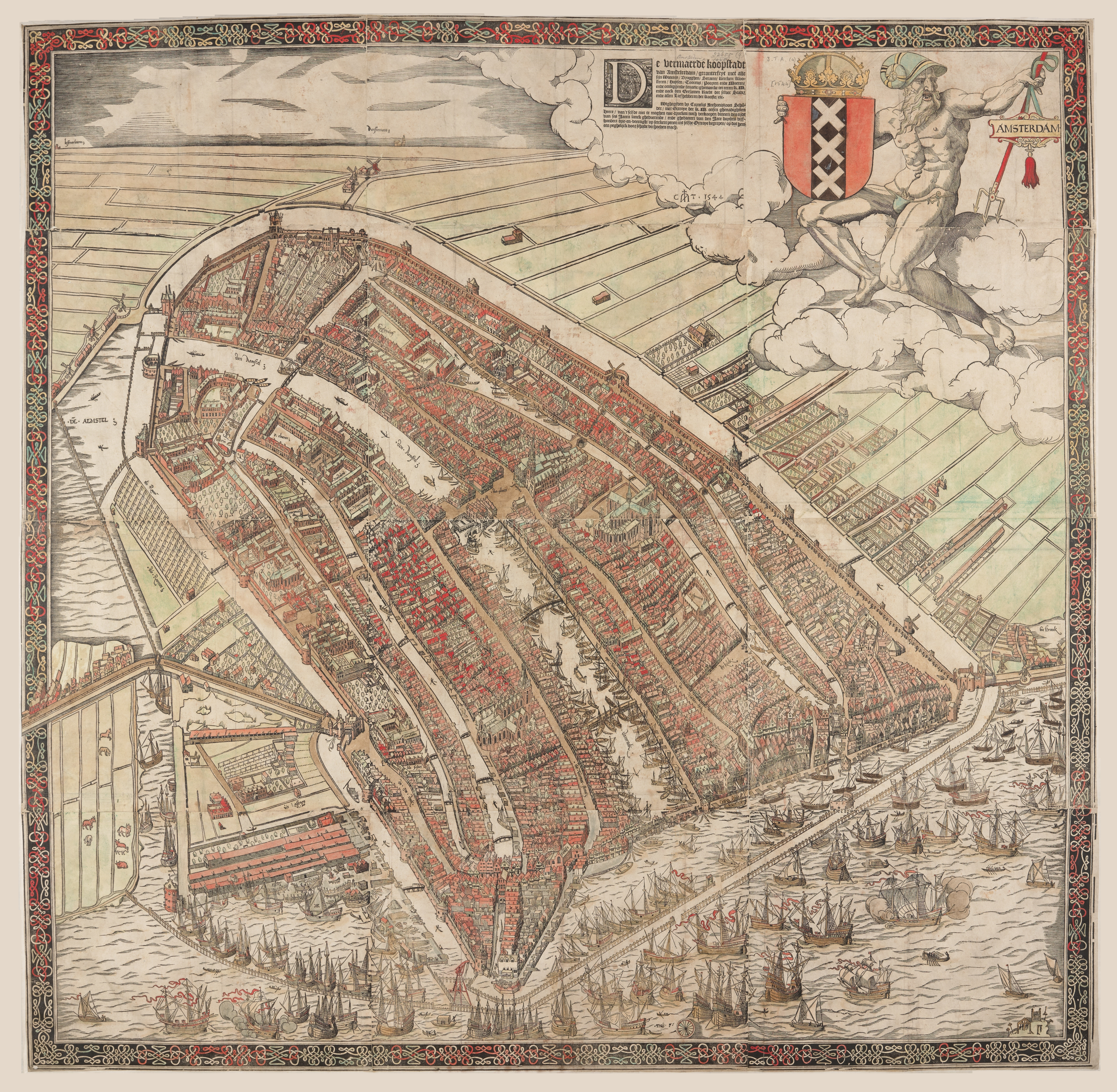
Plattegrond van Amsterdam in 1544

In 1481 besloot Maximiliaan van Oostenrijk dat Amsterdam een stenen stadsmuur moest bouwen om zich te verdedigen tegen mogelijke aanvallen van het Hertogdom Gelre en het Sticht Utrecht. De bouw begon in 1482 en duurde uiteindelijk zo'n twintig jaar. Onderdeel van de stadsmuur waren onder andere de Schreierstoren en de Sint Antoniespoort, de huidige Waag.
Amsterdam steunde Maximiliaan van Oostenrijk op financieel gebied aanzienlijk tijdens de Jonker Fransenoorlog (1488-1490). Als dank kreeg de stad in 1489 het recht om de Rooms-Duitse keizerskroon boven haar wapen te voeren.

#### Wederdopersoproer(1535)
Begin zestiende eeuw nam het vertrouwen in de Rooms-Katholieke Kerk af als gevolg van de opkomst van reformatorische bewegingen zoals de wederdopers. In 1535 leidde dit tot een opstand: het Wederdopersoproer. Op 10 mei 1535 bestormde een groep wederdopers het stadhuis op de Dam, waar ze burgemeester Pieter Colijn vermoordden. Het oproer werd hard neergeslagen, waarbij tientallen doden vielen.

#### Rederijkerskamers
In Amsterdam ontstonden de rederijkerskamers De Eglantier, met als devies "In Liefde Bloeyende", en 't Wit Lavendel. De laatste werd ook wel de Brabantsche Kamer genoemd, vanwege de voornamelijk Brabantse en Vlaamse leden. Leden van beide rederijkerskamers kwamen samen op de zolder van de voormalige kapel van het Margarethaklooster tussen de Nes en de Oudezijds Voorburgwal, die na de Alteratie in 1578 in gebruik was als vleeshal. Tegenwoordig is hier het Vlaams Cultuurhuis de Brakke Grond.

#### Blokkades van Amsterdam(1572-1578) tijdensde Opstand
Ondertussen werd het onrustig in de Nederlanden en kwamen de Geuzen rond 1568 in Opstand tegen hun landsheer, de Spaans-Habsburgse Filips II. Het werd het begin van de Tachtigjarige Oorlog. Amsterdam stond aanvankelijk aan de zijde van de Spaanse koning Filips II, waardoor er verschillende pogingen werden gedaan om de stad te belegeren. Uiteindelijk ging Amsterdam overstag en sloot zich op 8 februari 1578 via het Verdrag van Satisfactie aan bij Willem van Oranje en de overige steden van Holland. Handelsbelangen speelden een belangrijke rol bij de ommezwaai, bekend als de Alteratie, omdat Amsterdam geïsoleerd raakte en andere steden de handel over dreigden te nemen.

## Republiek der Zeven Verenigde Nederlanden (1578-1795)

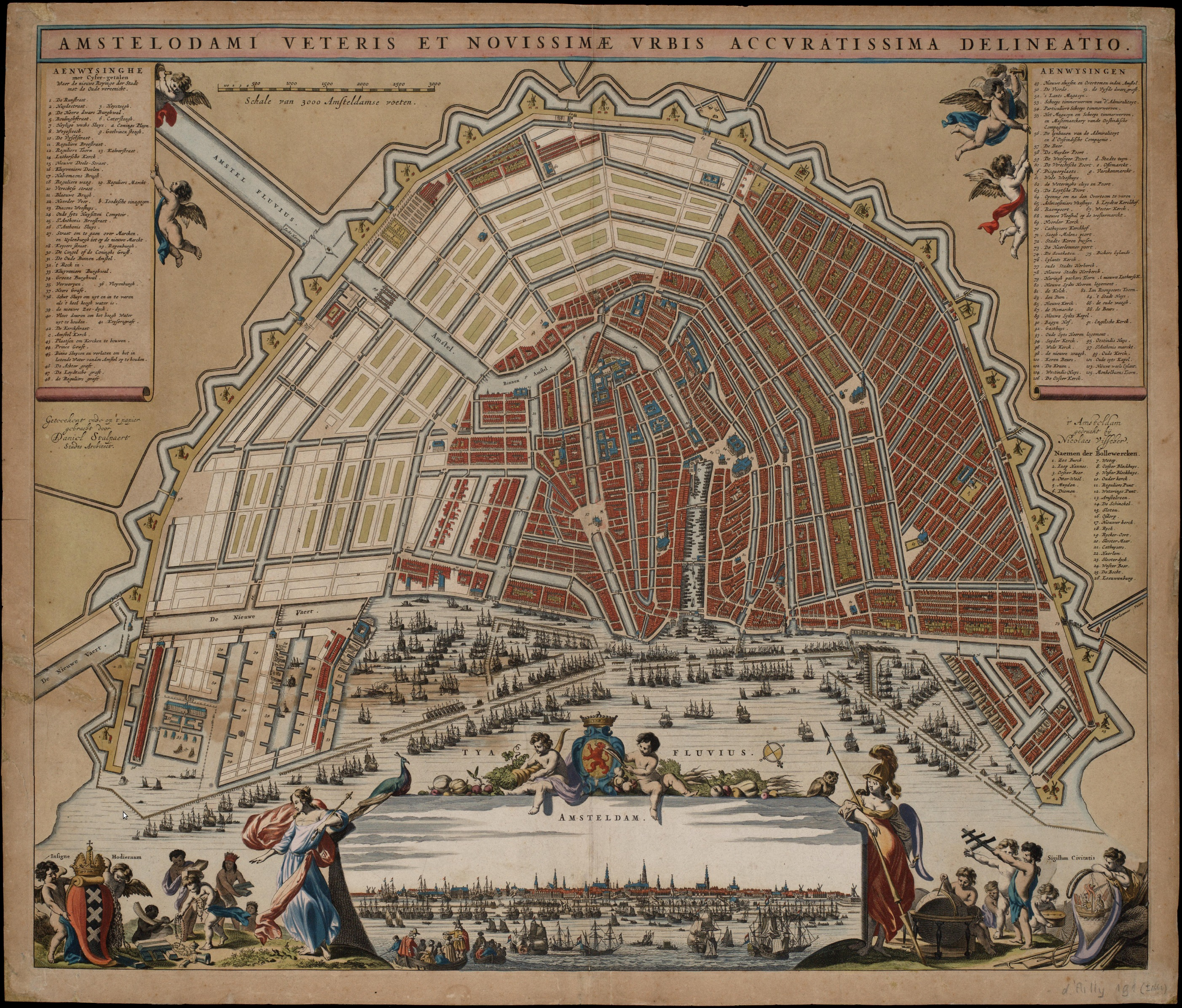
Amsterdam eind zeventiende eeuw.

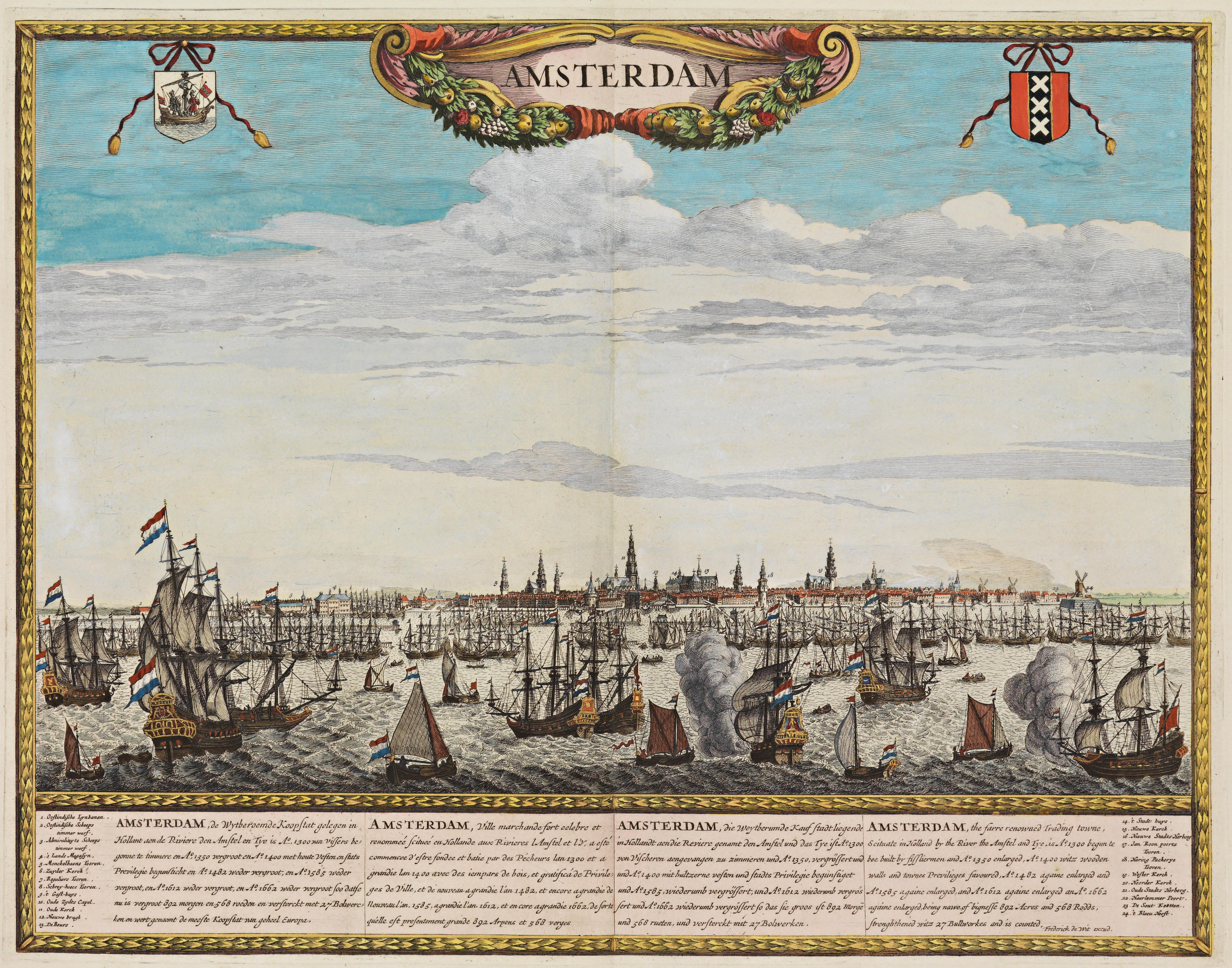
Amsterdam vanaf het IJ in 1699

### Val van Antwerpen (1584-1585)
De Val van Antwerpen in 1585 bood Amsterdam ongekende kansen. Antwerpen was tot dan toe de voornaamste handelsstad in de regio, maar met de val van Antwerpen nam Amsterdam die positie over. Veel Antwerpse kooplieden kozen domicilie in Amsterdam; door de blokkade van de Schelde door de Geuzen slonk de invloed van Antwerpen nog verder. In welke mate de migratie van de Antwerpse (en andere Zuid-Nederlandse) kooplieden bijdroeg tot de opkomst van Amsterdam blijft een punt van discussie. Sommigen menen dat hun rol niet doorslaggevend was. Anderen zijn van mening dat deze migratiebeweging de noodzakelijke expertise (in het bijzonder over financiële markten en verzekeringen) en internationale handelscontacten heeft aangebracht die Amsterdam zijn welvaart zouden schenken.

### Omslag in het juridisch denken (1589-1596)
In 1589 besloot het stadsbestuur om een tuchthuis op te richten. Het doel van een tuchthuis was het heropvoeden van armen en/of misdadigers. Eerder vonden de Amsterdammers dat misdadigers alleen gestraft moesten worden. Zo openden in 1596 het Rasphuis, met het bekende Rasphuispoortje, en het Spinhuis. Dit was een unicum in Nederland.

### 'Gouden Eeuw' (17e eeuw)

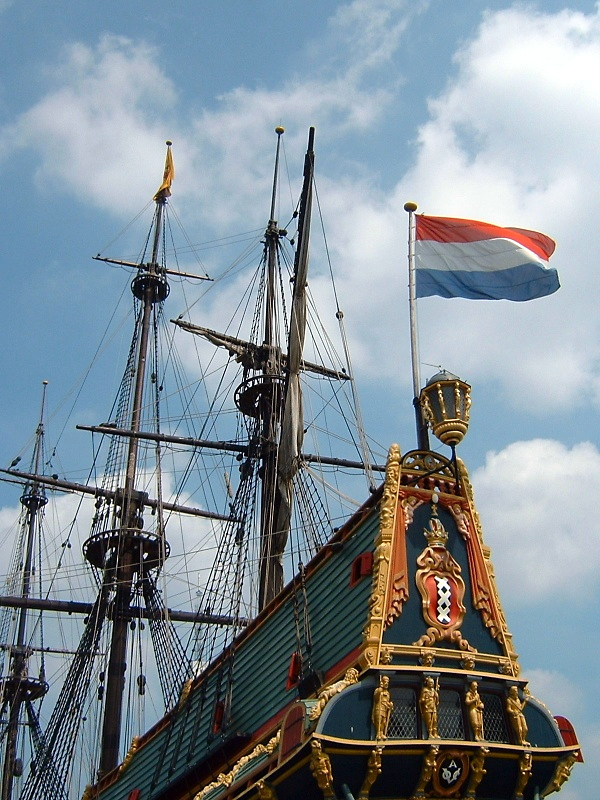
Replica van het 17e-eeuwse VOC-schip Batavia.

#### Oprichting van deVOC(1602)
Naast de Oostzeehandel werden nieuwe contacten gezocht. Door de inlijving van Portugal door Spanje in 1580 werden de Nederlanders gedwongen zelf de wereldzeeën te bevaren om handel te drijven. Als eerste expeditie stuurden Amsterdamse kooplieden in 1595 Cornelis de Houtman naar Indië. Het bleek een succes. Hierop volgend werd in 1602 de Vereenigde Oostindische Compagnie (VOC) opgericht. Amsterdam werd de grootste aandeelhouder. De VOC was de eerste naamloze vennootschap en groeide uit tot de grootste handels-en scheepvaartbedrijf ter wereld. Binnen de Republiek had het een monopolie op alle handel in de wateren van Azië vanaf Kaap de Goede Hoop.

#### Amsterdamsche Wisselbank (1609)
Naast de oprichting van de VOC was ook de vorming van de Amsterdamsche Wisselbank zeer belangrijk voor de economische groei van de stad. Om orde te scheppen in de chaotische toestand van het muntwezen werd op initiatief van Dirck van Os in 1609 de Wisselbank opgericht. Het vernieuwde concept van de Wisselbank ontwikkelde zich tot een van de sterkste financiële instanties van de 17e eeuw. Zo genoot de bank een wereldreputatie en werd Amsterdam niet alleen de belangrijkste handelsstad, maar ook het financiële centrum van het toenmalig Europa.
Om de handel te centreren en de manier van handelen te vergemakkelijken werd aan het Rokin tussen 1609 en 1611 de Beurs van Hendrick de Keyser gebouwd.

#### Uitleg van Amsterdam(vanaf 1613)

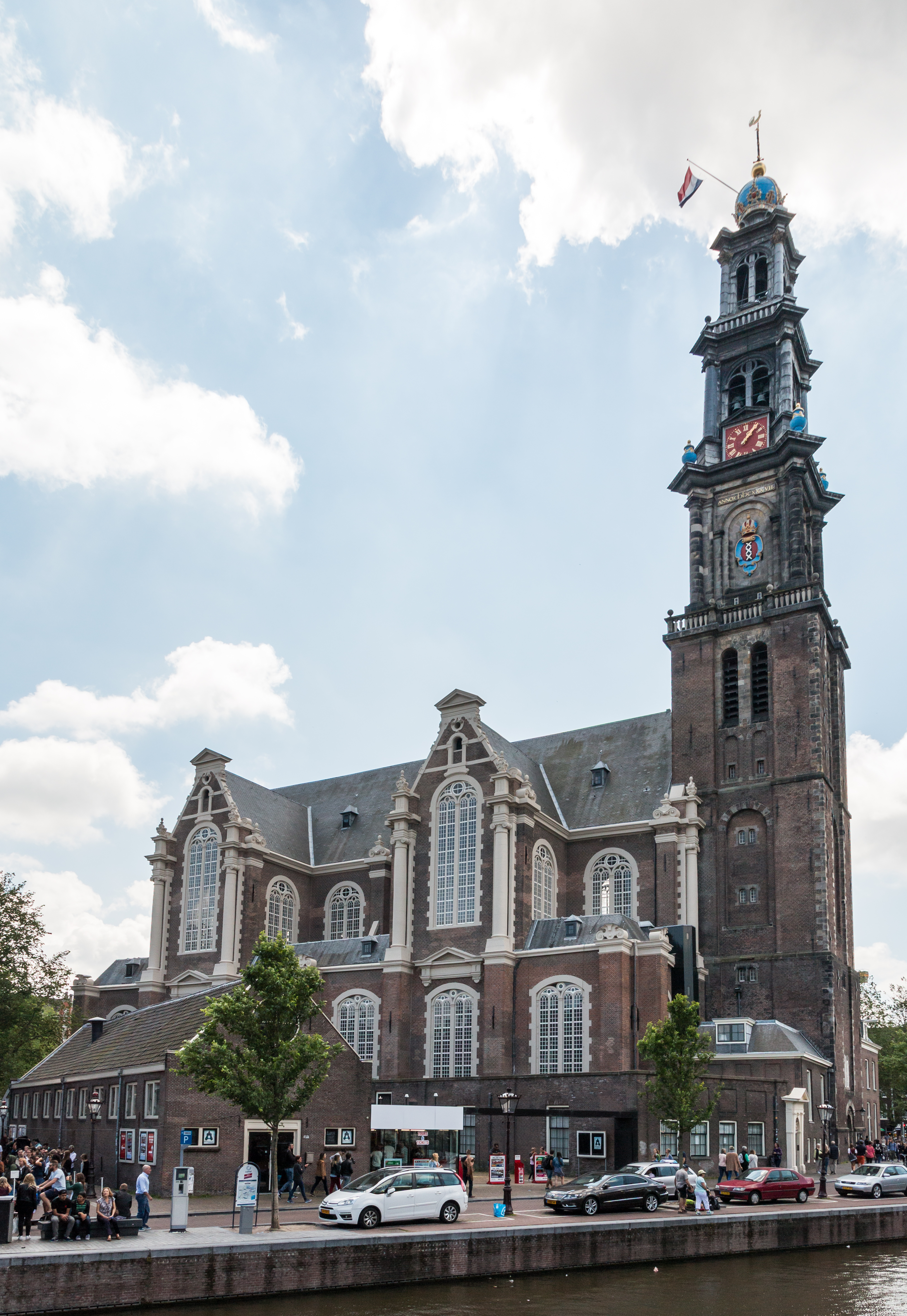
De Westerkerk, voltooid in 1631.

Het welvarende Amsterdam had een enorme aantrekkingskracht op vreemdelingen, waardoor het bevolkingsaantal drastisch groeide van 30.000 naar 210.000 inwoners. Voornamelijk werkzoekende Zuiderlingen, Duitsers en Scandinaviërs trokken naar Amsterdam. Het beroemde werk de Spaanschen Brabander (1617) van de Amsterdamse dichter en toneelschrijver Bredero gaat over deze migratiestroom en de daarbij komende vooroordelen van de toenmalige Amsterdammers.
De bevolkingsgroei vroeg om een grootschalige stadsuitbreiding; de Derde Uitleg van Amsterdam (1621-1635). In 1612 begon de bouw van de karakteristieke Amsterdamse grachtengordel, eerst tot aan de huidige Leidsegracht, de volksbuurt de Jordaan. In die tijd werden ook de eerste hofjes gebouwd door rijke, meest kinderloze, Amsterdammers voor alleenstaande oude vrouwen of mannen. Ook de diakonie van de Nederduits Gereformeerde officiële kerk bouwde zulke hofjes en voorzag de oudjes daarnaast van turf en brood.
Vanaf 1658 volgde nog een verdere uitbreiding aan de oostkant van de stad: de Vierde Uitleg van Amsterdam, waarmee Amsterdam zijn karakteristieke plattegrond van een halve maan verkreeg.
Aan de IJzijde werden begin 17e eeuw de Oostelijke Eilanden aangeplempt voor de scheepsbouw voor de marine en de VOC. Daarna kwamen aan de westkant de Westelijke Eilanden tot stand, waar de West-Indische Compagnie (WIC) vanaf 1621 haar basis had.
Door de uitleg van Amsterdam in de 17e eeuw vervijfvoudigde het oppervlak van de stad, destijds een unieke schaalgrootte voor een stadsuitbreiding. Tijdens de vierde uitleg stagneerde de economische groei en daarmee ook de bouw. In het gebied werden parken aangelegd, waar de Amsterdammers zich in het groen konden verpozen. Zo ontstond de Plantage. Pas in de 19e eeuw raakte het gehele gebied bebouwd.

#### Straatverlichting
In 1600 stelde het stadsbestuur het verplicht, om aan elke twaalfde woning en op elke brug een lantaarn op te hangen. Maar de kaarslantaarns waren weinig effectief en het aantal ongelukken bleef groot. In 1669 ging de vroedschap akkoord met een plan van de kunstschilder Jan van der Heijden om door de hele stad olielantaarns op palen of aan armaturen te installeren. Van 8 november tot 8 mei zouden 's avonds mannen rondgaan om de lantaarns op te steken. Van der Heijden werd benoemd tot "opzichter en directeur der bij nacht lichtende lantaarns". Amsterdam werd de eerste stad ter wereld met zo'n uitgebreid stelsel van openbare verlichting.
Naast de grachtengordel bouwde protestants Amsterdam naar ontwerp van bouwmeester Hendrick de Keyser in renaissancestijl de Zuiderkerk (1614), de Noorderkerk (1623) en de Westerkerk (1631).

#### Bloeiende kunst en cultuur
Amsterdam vond dat er binnen de stad hoger onderwijs moest komen, ondanks dat de Universiteit in 1575 aan Leiden was vergeven. In 1632 werd door de internationaal bekende wetenschappers Gerardus Vossius en Caspar Barlaeus het Athenaeum Illustre geopend, de voorloper van de Universiteit van Amsterdam.
De economische bloei zorgde ook voor een explosie van kunstproductie en kunsthandel in de stad. Beroemde kunstenaars uit die tijd waren de dichters P.C. Hooft en Vondel, de schilder Rembrandt van Rijn, de componist Sweelinck en de filosofen Spinoza en René Descartes. Ook werd er in Amsterdam veel informatie verzameld en verspreid. Zo was de zwaartekracht van de cartografie van Antwerpen naar de stad verplaatst. Willem Jansz. Blaeu en zijn zoon Joan speelden daarin een belangrijke rol.

#### Eerste Stadhouderloze Tijdperk (1650-1672)
Na een conflict tussen stadhouder Willem II van Oranje en de Hollandse regenten over de financiering van het leger van de Republiek, pleegde de stadhouder in 1650 een mislukte aanslag op Amsterdam. Dit leidde indirect tot het aanbreken van het Eerste Stadhouderloze Tijdperk (1650-1672), waarin de Amsterdamse regenten grote politieke invloed hadden in de Republiek.

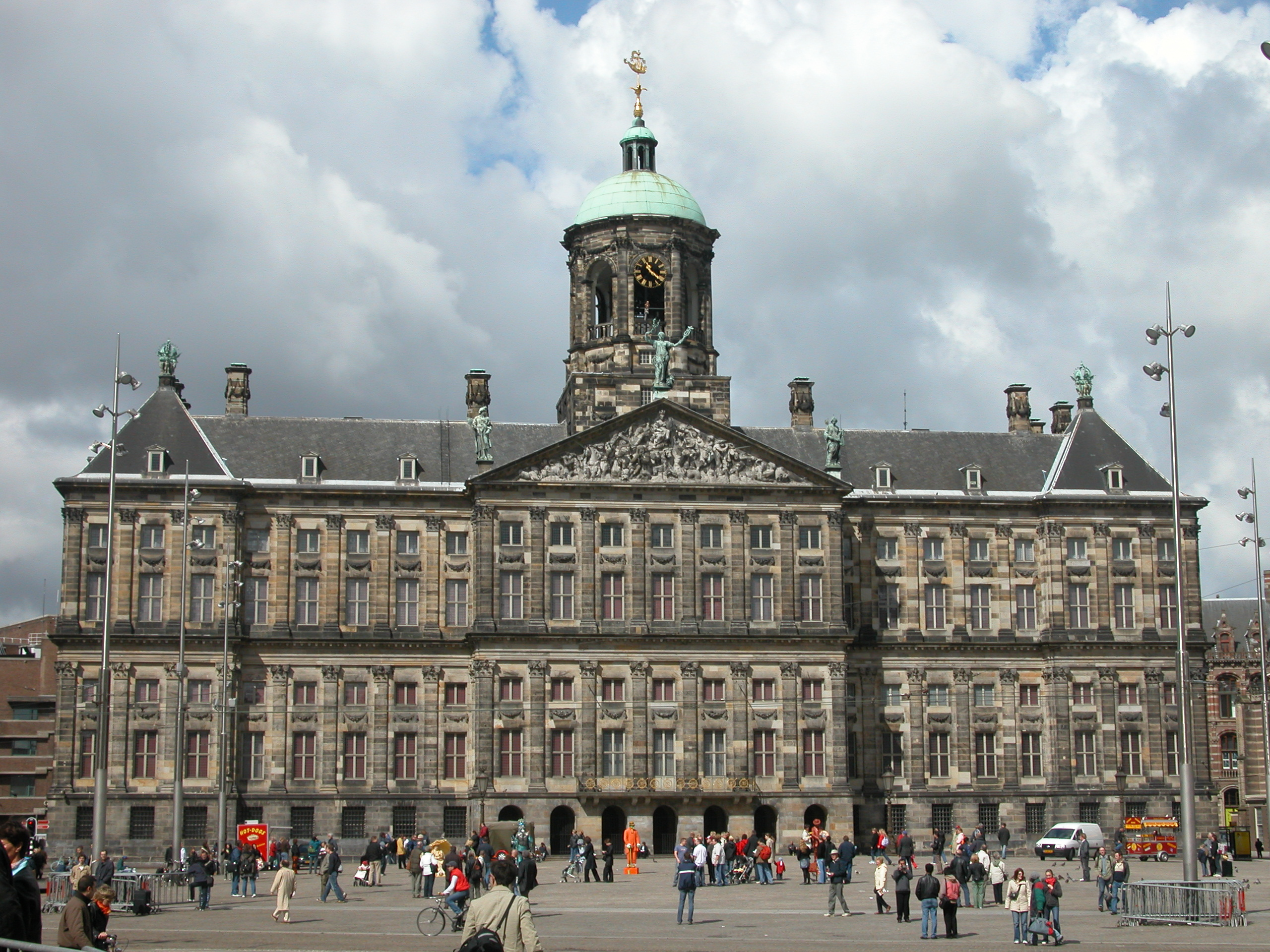
Stadhuis op de Dam, voltooid in 1665.

Het Stadhuis van Amsterdam raakte in verval en paste niet meer bij de status van Amsterdam als wereldstad. In 1648 begon naar ontwerp van bouwmeester Jacob van Campen de bouw van het nieuwe stadhuis, dat in 1665 in gebruik werd genomen.
Vanaf 1658 werd de grachtengordel doorgetrokken tot aan de Amstel. Onderdeel van deze Vierde Uitleg was onder andere de Gouden Bocht. Aan de parallel lopende Heren-, Keizers- en Prinsengracht had zich vooral de gegoede burgerij gevestigd. Zij leefden aan open riolen, want tot ver in de 20e eeuw loosden de grachtenpanden hun menselijke uitwerpselen rechtstreeks op de grachten. In 1668 stelde een keur het verplicht, om de huisriolen uit de woonhuizen naar de grachten te overkluizen, wat toen overigens al staande praktijk was. De middeleeuwse houten riolen aan de oudere grachten hadden vaak verzakkingen van de kademuren veroorzaakt.
In de 17e eeuw vluchtten ook veel Sefardische- en Asjkenazische Joden naar Amsterdam en namen hun handelsnetwerk mee. Waar katholieken het moesten doen met schuilkerken zoals het Ons' Lieve Heer op Solder (1663), werden de Hoogduitse Synagoge (1671) en de Portugees-Israëlitische Synagoge (1675) gedoogd, een uitzonderlijke situatie in het Europa van die dagen.

## 18e eeuw

### Trans-Atlantische slavenhandel
Amsterdam was de mede-eigenaar van de in 1683 opgerichte Sociëteit van Suriname. Ten behoeve van de suikerplantages daar werd vanuit Amsterdam deelgenomen aan de Trans-Atlantische slavenhandel.
Toen in de jaren 1730 het handelsmonopolie van de WIC werd afgebouwd, konden andere maatschappijen en particulieren deelnemen aan de slavenhandel. Dit werd vooral een Zeeuws besogne, maar ook verscheidene Amsterdamse ondernemers sprongen in het gat. De grootsten waren de uit Duitsland afkomstige Jochem Matthijs Smitt en zijn zoon Coenraad. In ruim dertig jaar tijd verscheepten ze tussen 11.000 en 13.000 slaafgemaakte mensen van West-Afrika naar Suriname.

### Pruikentijd
Tussen 1680 en 1750 groeide het oppervlak van de stad Amsterdam niet, toch was er geen sprake van stagnatie. Het inwoneraantal bleef groeien en ook de rijkdom van Amsterdam werd in eerste instantie geconsolideerd. De handel op Oost-Indië en met Frankrijk en Engeland bleef tot aan het einde van de achttiende eeuw voor veel bedrijvigheid zorgen. In de 18e eeuw zorgde de firma Hope & Co, opgericht in 1762, voor een impuls door leningen en investeringen te verzorgen binnen Europa.
In 1706 kwamen de eerste door de VOC op Java gekweekte koffiebonen aan in Amsterdam. Het drinken van koffie vond hoofdzakelijk plaats in koffiehuizen, waar nieuwtjes werden uitgewisseld en contacten gelegd, maar ook veel werd gespeeld en gegokt. Het stadsbestuur vaardigde al in 1697 een verbod uit tegen gokspelen. De koffieplant werd vermeerderd in de Hortus Botanicus en daarna geëxporteerd naar Latijns-Amerika. Een enkele koffieplant (Coffea arabica), in de verzameling van de hortus bracht alle nakomelingen voort voor de koffiecultuur in Centraal- en Zuid-Amerika.
De economische recessie in de jaren ’40, waarop de overheid geen antwoord had, leidde in 1748 tot het Pachtersoproer. De huizen van de gehate belastingpachters en van enkele rijke regenten werden geplunderd. De leiders van het oproer werden opgehangen en de schutterij schoot op de menigte, waarbij ook doden vielen. De hoop van de oproerlingen was gevestigd op de kersverse stadhouder Willem IV, maar die liet het bij enige halfslachtige maatregelen en draaide die ook nog eens gedeeltelijk terug.
Onder het burgemeesterschap van Egbert de Vrij Temminck werd in 1778 een geheim verdrag gesloten met de opstandige Engelse kolonisten in Noord-Amerika. Dat verdrag viel echter in Britse handen, waarna de Vierde Engelse Oorlog in 1780 uitbrak. Die duurde tot 1784 en maakte definitief een einde aan de vooraanstaande positie van Amsterdam in de wereldhandel.
In april 1787 pleegden de Patriotten een staatsgreep in Amsterdam. Prinsgezinden werden verwijderd uit het stadsbestuur, waarna de scheepstimmerlieden op Kattenburg in opstand kwamen. Dit verzet werd de kop ingedrukt, maar toen in september de Pruisen aan de stadspoort stonden, vond opnieuw een bestuurderswissel plaats.
De culturele stroming genaamd de Verlichting vertaalde zich in Amsterdam door middel van de oprichting van de genootschap Felix Meritis in 1788.
De werkelijke neergang van Amsterdam ligt in de Bataafs-Franse tijd, toen de plaatselijke economie vrijwel stil kwam te liggen.

## 19e eeuw

### Franse tijd

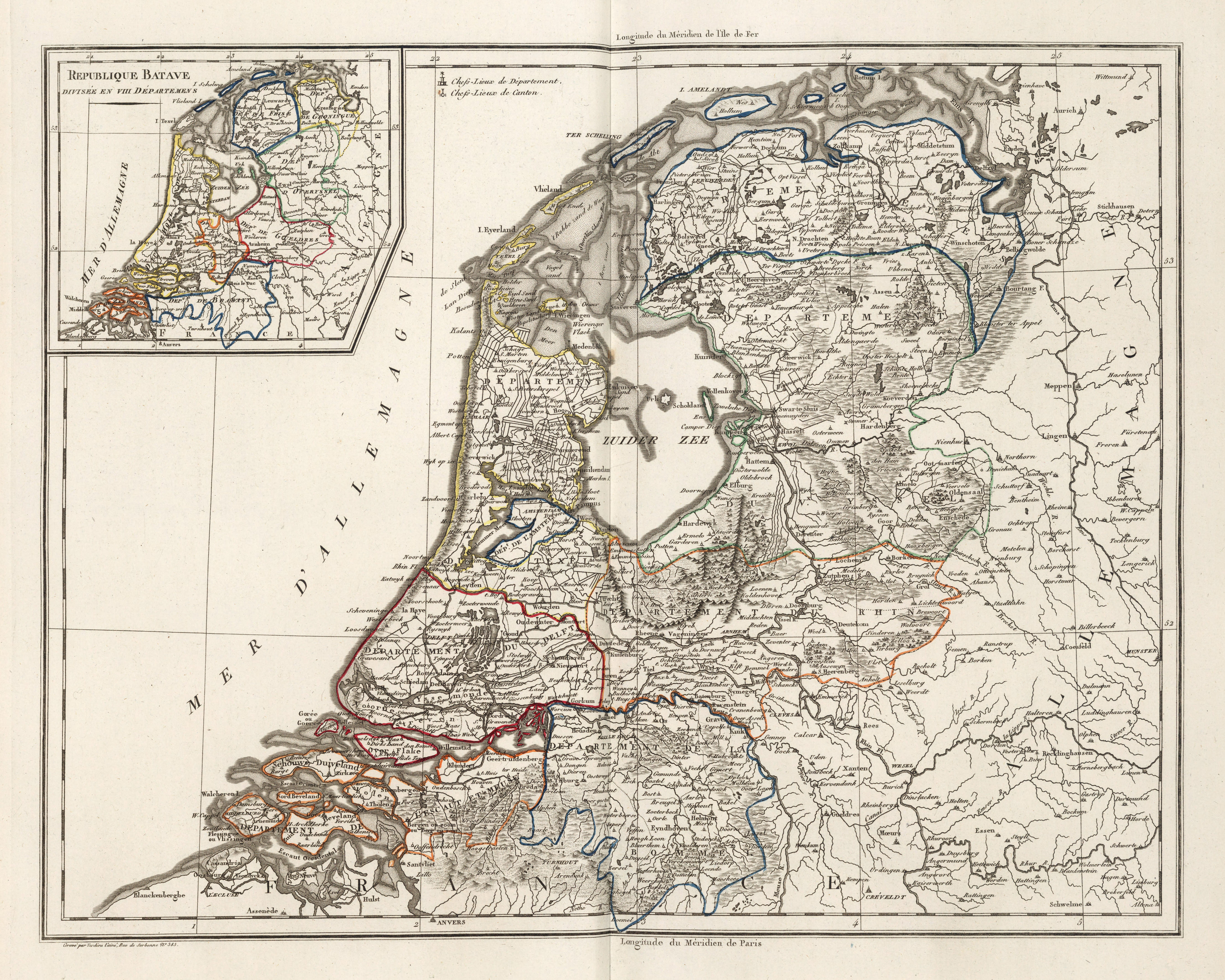
De Bataafse Republiek en het Departement van de Amstel, 1799-1802

In 1795 had zich de omwenteling van de oude Republiek der Zeven Verenigde Nederlanden naar de Bataafse Republiek en in 1806 de overgang naar het Koninkrijk Holland voorgedaan. De Bataafse Republiek werd opgedeeld in 8 departementen met namen van rivieren. Van 1799 tot 1802 was Amsterdam de hoofdstad van het Departement van de Amstel.
De handel en scheepvaart namen sterk af door de verzanding van de toegangsroutes voor de scheepvaart, door vermindering van de Koloniale handel, door de oorlogen van Frankrijk met Engeland en andere landen en vanaf 1806 door het Continentale Stelsel om de handel met Engeland te belemmeren.
Het achtste wereldwonder gaat naar den donder, het worde de woning van onzen lamme koning.— 19e-eeuwse protestteksten op pamfletten in de stad.
Napoleons broer Lodewijk Napoleon Bonaparte, koning van het Koninkrijk Holland (1806-1810), verklaarde bij zijn intrede in Den Haag op 23 juni 1806 Amsterdam tot hoofdstad. Op 20 april 1808 verhuisde hij naar de hoofdstad en nam hij zijn intrek in het stadhuis op de Dam, dat vanaf dat moment Koninklijk Paleis is. De regering verhuisde mee. Buiten de aanzet tot de vorming van het Rijksmuseum, gebeurde er voor Amsterdam niet veel tijdens de vierjarige regeerperiode van Lodewijk Napoleon. Napoleon Bonaparte kwam in Frankrijk in 1799 aan de macht, vanaf 1810 strekte zijn macht zich ook uit tot Nederland, toen dit land door het Keizerrijk Frankrijk werd geannexeerd. Amsterdam werd daarmee de 'derde stad van het keizerrijk'.
Door de oprukkende Pruisische en Russische troepen naar Nederland besloot de Franse generaal die in Amsterdam was gelegerd, Gabriel Jean Joseph Molitor, om op 15 november 1813 zich met zijn troepen terug te trekken naar Utrecht. In reactie hierop verzamelde Job Seaburne May de Bijltjes en deze staken op die avond de Franse douanehuisjes in de stad in brand. De volgende ochtend zou ook de hoogste Franse gezagsdrager, Charles-François Lebrun, Amsterdam verlaten.
Na de verdrijving van de Fransen in 1813 door Pruisische en Russische troepen, verkozen de verse monarchen van het geslacht Oranje Den Haag als residentie. Amsterdam bleef de hoofdstad van Nederland, tussen 1815 en 1830 samen met Brussel.

### Stad in verval
In de eerste helft van de 19e eeuw was Amsterdam een stad in verval. Van de glorie uit de zogenaamde 'Gouden Eeuw' was weinig meer over. In verpauperde buurten als de Jordaan, de Oostelijke Eilanden en de Jodenbuurt woonden mensen in krotten. De Amsterdamse elite deed weinig en wachtte op de herleving van de handel.
De leefomstandigheden van de onderklasse van Amsterdam werden steeds erbarmelijker, en dat leidde rond 1850 tot de eerste filantropische initiatieven bij de gegoede burgerij om bijvoorbeeld de huisvesting en gezondheid van arbeiders te verbeteren. Zo werd in 1852 door een twintigtal notabelen de Vereniging ten behoeve der arbeidersklasse opgericht, die aan de Goudsbloemgracht en de Palmgracht enkele blokken met volkswoningen liet bouwen. In 1853 volgde Salerno, dat twee jaar later een dubbel blok zeer kleine huisjes gereed had.
De openbare hygiëne werd ook bevorderd door de "Maatschappij voor den Werkenden Stand", opgericht door enkele ondernemers die beoogden het "stoffelijk en zedelijk peil" van de arbeiders te verhogen. Hun eerste project was de aanstelling van een ploeg straatvegers, gevormd uit werklozen, die zou uitgroeien tot de stadsreiniging. In 1861 stichtte de maatschappij 's lands eerste ambachtschool, en in 1885 de Arbeidsbeurs, eveneens een landelijke primeur die navolging zou krijgen.

### Modernisering van de stad

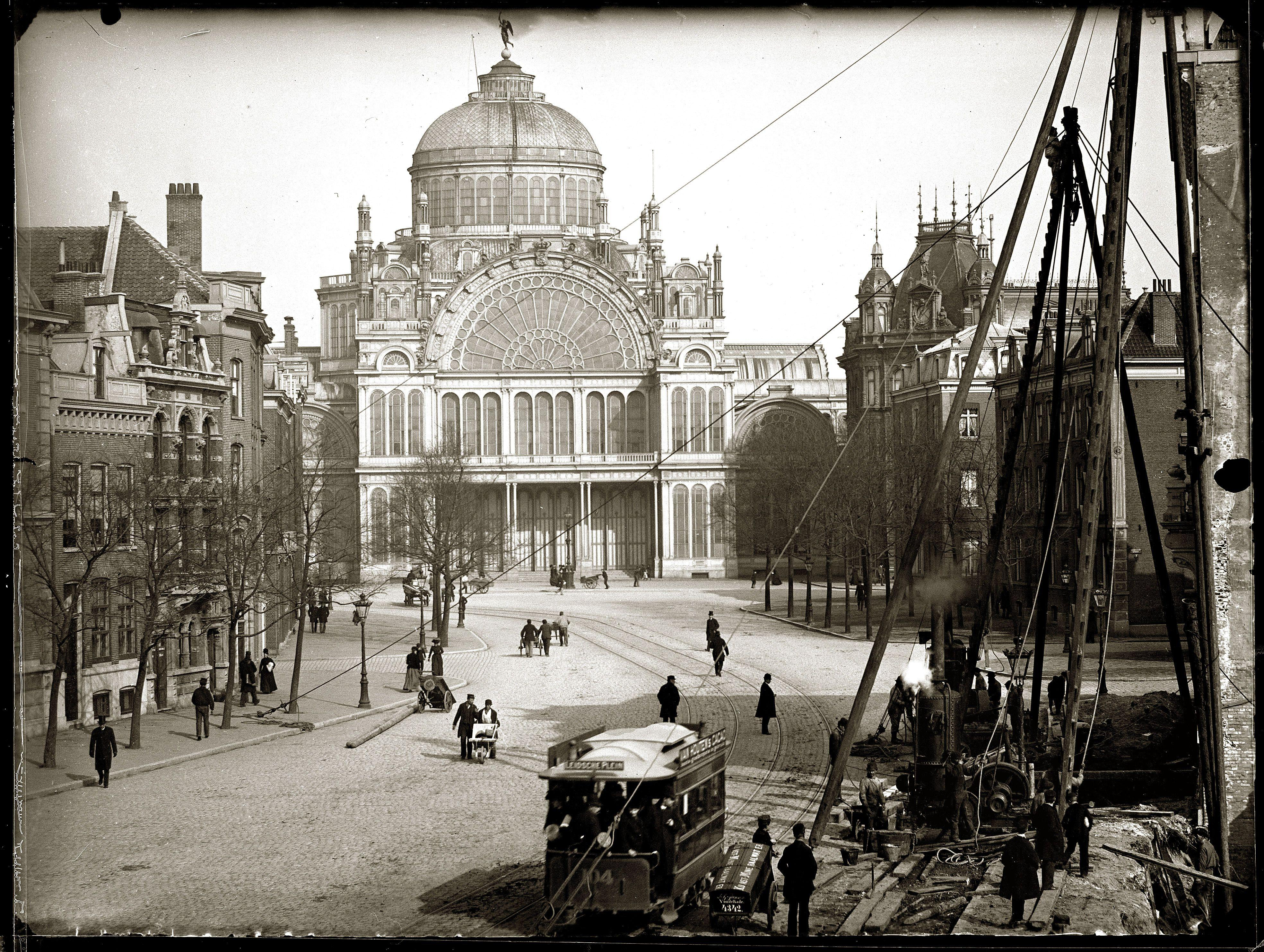
Paleis voor Volksvlijt, foto door Jacob Olie, 1892.

#### Het nieuwe Amsterdam van Sarphati

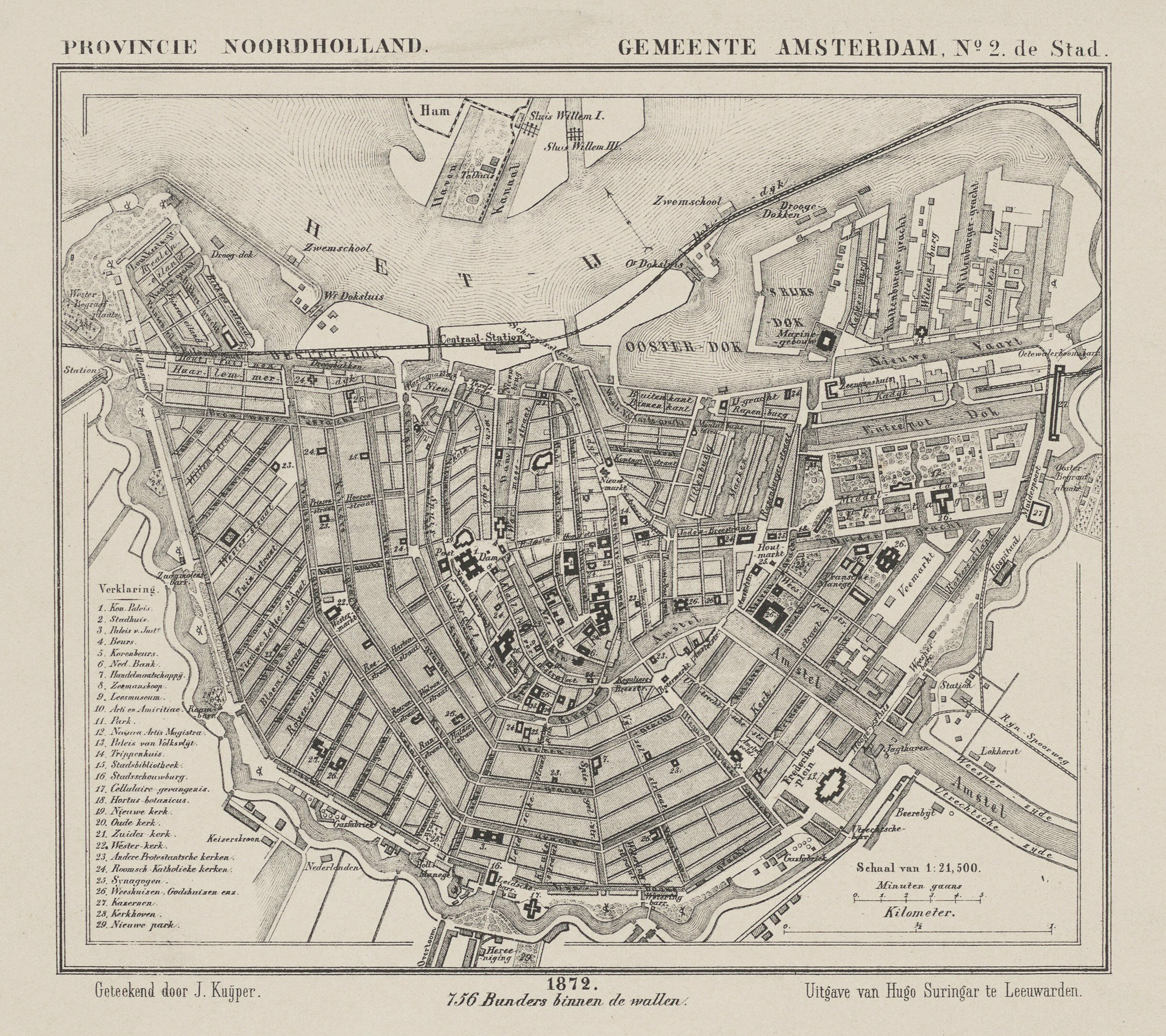
Amsterdam in 1872 in de Gemeente Atlas van Nederland van J. Kuyper.

De Amsterdamse huisarts Samuel Sarphati, wonend aan de rand van de Joodsebuurt, werd geconfronteerd met de erbarmelijke levensomstandigheden. Hij pleitte voor verandering en stond aan de basis van vele sociale initiatieven. Zo begon hij in 1847 met het verzamelen van afval en huisvuil. Het afval werd ingezameld en op schuiten afgevoerd naar het platteland, waar het diende tot verbetering van de landbouwgrond. Ook was hij de oprichter van de eerste Nederlandse broodfabriek (1855), waar wekelijks duizenden betaalbare broden werden geproduceerd.
Sarphati claimde dat de economische achterstand lag aan een gebrek aan kennis en kapitaal. Hij vond dat de stad meer allure moest krijgen om zo rijke mensen aan te trekken die vervolgens voor werkgelegenheid zouden zorgen. Zo realiseerde Sarphati in samenwerking met de architect Cornelis Outshoorn het grote glazen Paleis voor Volksvlijt (1864) en het Amstel Hotel (1867).

#### Aandacht voor kunst en cultuur
De 19e eeuw was ook de eeuw van de hogere burgerij. Zo vormde een particulier initiatief in 1865 een groot rij- en wandelpark, dat later werd omgedoopt tot het Vondelpark. Rondom dit park werd door de bekende architect P.J.H. Cuypers een luxe woonwijk gebouwd, waar de Vondelkerk (1880) en de Hollandsche Manege (1882) onderdeel van waren.

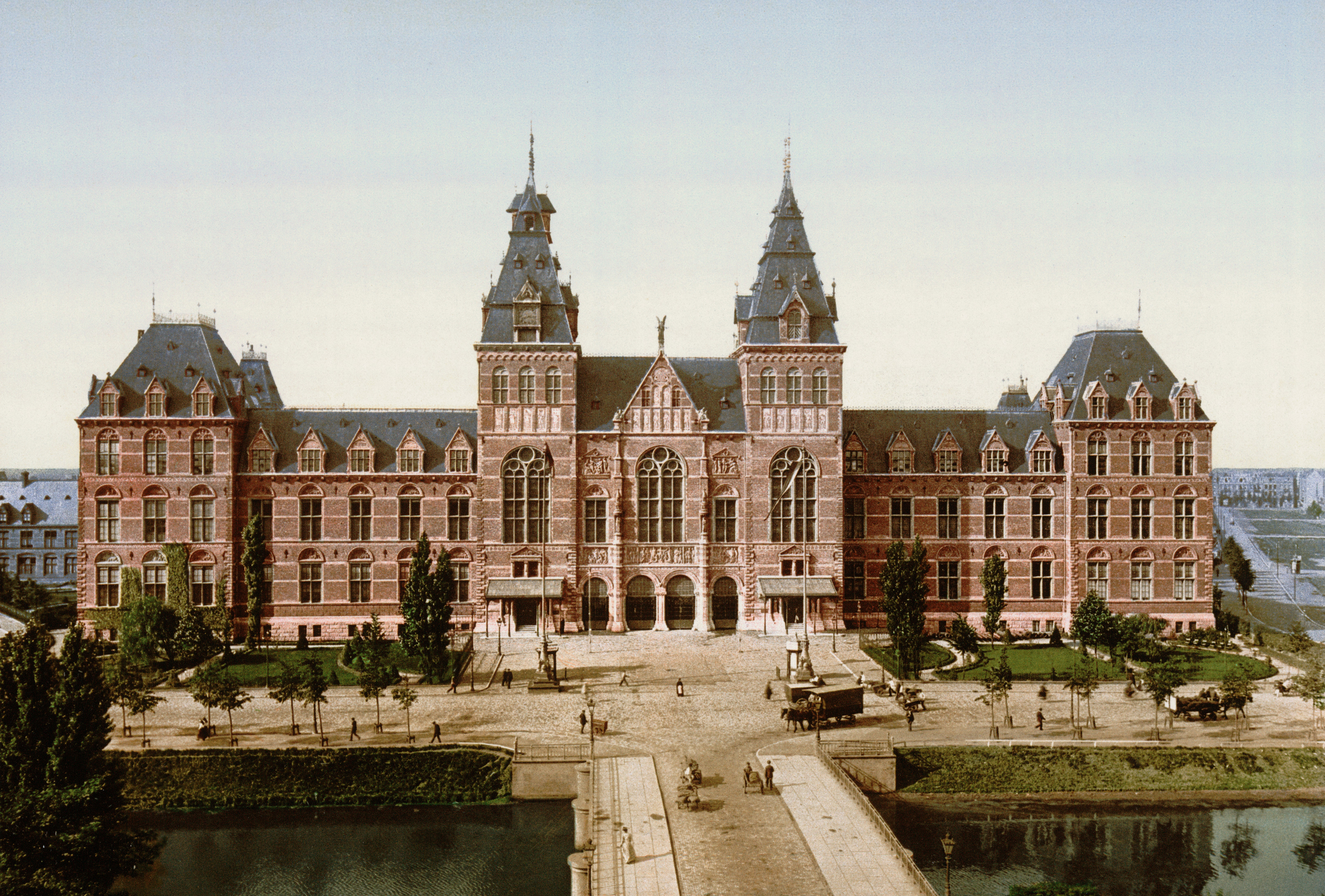
Het Rijksmuseumgebouw, circa 1895.

Ook ontstond er een nieuw cultureel centrum binnen de stad. Zo werden het Rijksmuseum (1885), het Concertgebouw (1888) en het Stedelijk Museum (1895) gebouwd rondom het braakliggende terrein waar in 1883 de Wereldtentoonstelling plaatsvond.

#### Ontwikkeling spoor- en waterwegen
Ook de opkomst van de spoorwegen in de negentiende eeuw droeg bij tot groei van de handel en het verkeer. De eerste spoorlijn naar Haarlem werd geopend in 1839 en had zijn beginstation bij het Haarlemmerplein. De tweede lijn, naar Utrecht, opende in 1843 en had zijn beginpunt aan het Weesperplein. Bij de ingebruikname van het Centraal Station in 1889 had de stad spoorverbindingen in de richtingen Haarlem, Zaandam, Utrecht en Hilversum en verder naar de rest van Europa.
De aanleg en opening (in 1825) van het Noordhollands Kanaal bleek al snel niet toereikend om de steeds grotere schepen naar Amsterdam te laten varen. Om de verbinding tussen de Haven van Amsterdam en de Noordzee te verbeteren, werd daarom in 1865 begonnen met de aanleg van het Noordzeekanaal. Tegelijkertijd werd gestart met de bouw van de Oranjesluizen aan de monding van het IJ bij Schellingwoude, waardoor er niet langer sprake was van getijdenwerking in de havens en grachten. De oude havens rond het Damrak en bij de Westelijke en Oostelijke Eilanden waren veel te klein om de nieuwe groei (en de komst van stoomschepen) op te vangen. Bovendien was op een aantal eilanden in het IJ in 1889 het Centraal Station geopend, dat de stad scheidde van het IJ. In het oosten werden nieuwe haveneilanden aangelegd, het Oostelijk Havengebied. Daar was ruimte voor de stoomschepen die goederen van en naar Nederlands-Indië vervoerden, en die emigranten naar onder meer de Verenigde Staten brachten. Ook de noordoever van het IJ werd aan het einde van de negentiende eeuw bestemd voor nieuwe industrie en havens.

#### De waterleiding (1853)
Daarnaast lieten David Jacob van Lennep en zijn zoon Jacob door hun Amsterdamsche Duinwater-Maatschappij 's lands eerste waterleiding aanleggen vanuit de Amsterdamse Waterleidingduinen naar het Haarlemmerplein, waar de Amsterdammers het zuivere water konden komen kopen voor 1 cent per emmer. En toen in de jaren-'60 tal van steden te maken kregen met een uitbraak van cholera, werd Amsterdam daardoor minder zwaar getroffen. In 1885 gaf de gemeenteraad de Duinwatermaatschappij ook een concessie om vanaf de Vecht een waterleiding aan te leggen naar de oostkant van de stad. Zo groeide het initiatief van de Van Lenneps uit tot het latere gemeentelijke waterleidingbedrijf.

#### Kerkenbouw
Het Herstel van de bisschoppelijke hiërarchie in Nederland bracht ook in Amsterdam de katholieke kerkenbouw goed op gang. Zo verrezen de Nicolaaskerk aan het IJ, de Posthoorn en Vondelkerk van Cuypers, De Papegaai in de Kalverstraat, De Krijtberg aan de Keizersgracht en De Duif aan de Prinsengracht. Het processieverbod bleef weliswaar van kracht, maar men ging het Mirakel van Amsterdam jaarlijks herdenken in een Stille Omgang.

#### De 19e-eeuwse-gordel (1877)

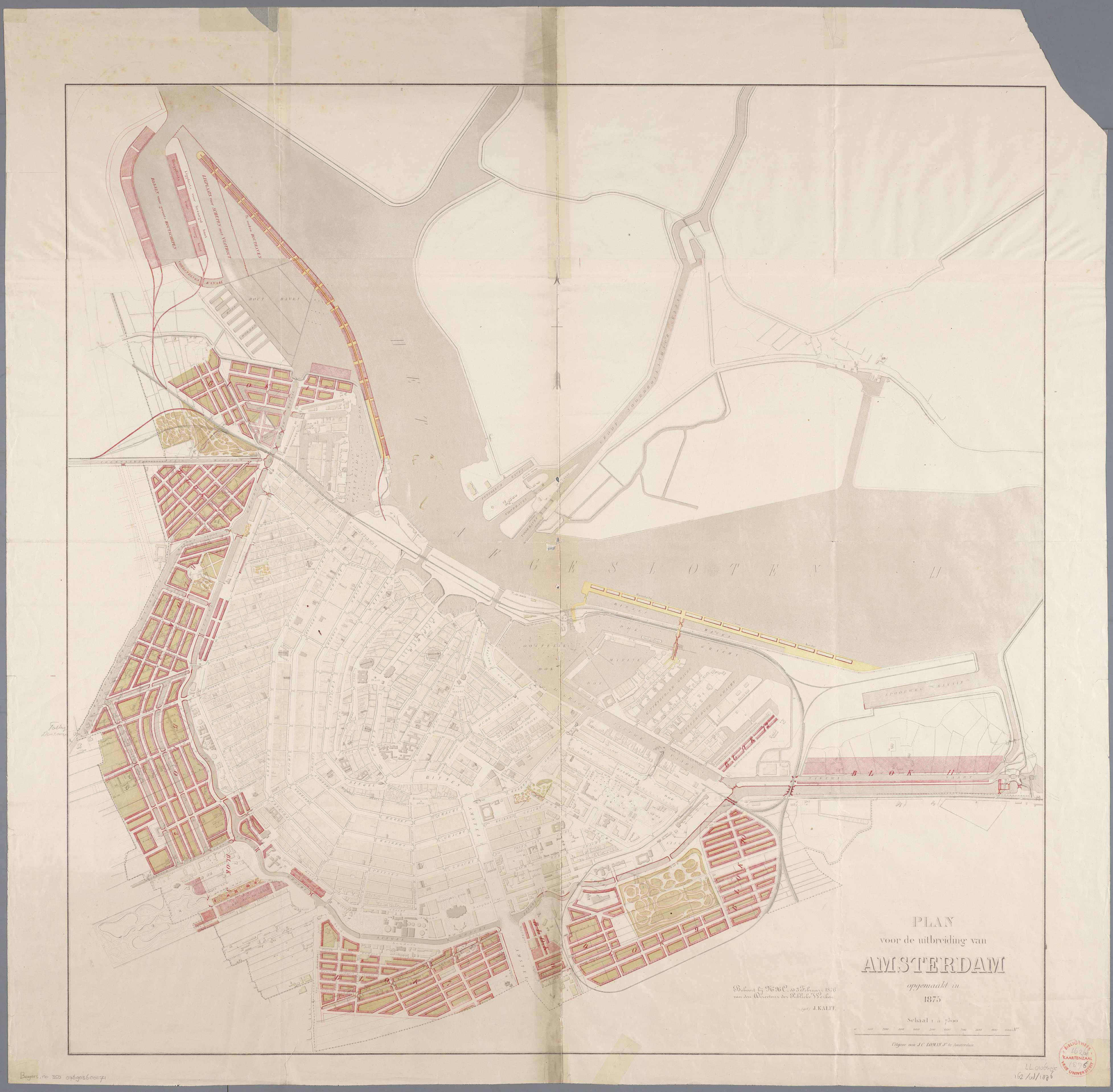
Het uitbreidingsplan van Jan Kalff uit 1875.

Met de industrialisatie, vanaf omstreeks 1860, begon een nieuwe periode van expansie. De bevolkingsgroei kan vanaf dan voornamelijk verklaard worden door de industrialisatie en de trek naar de steden van landarbeiders vanaf het verarmde platteland. Een decennialang geboorteoverschot, vernieuwing van de handel, nieuwe industrie, nieuwe vormen van bedrijvigheid (financiële dienstverlening) leidden tot een bevolkingsexplosie, van 180.000 in 1810 naar 260.000 in 1870 en 520.000 in 1900. De stad was niet berekend op deze sterke groei en de beschikbare huizen raakten overvol, met steeds verdere opsplitsing in kleinere woningen tot gevolg. Door het nog ontbreken van riolering en vers water leidde dit tot steeds slechtere leefomstandigheden.
In Amsterdam werd in die tijd voor het eerst buiten de grachtengordel gebouwd. De Vestingwet van 1874 bepaalde een geheel andere defensieve strategie in geval van oorlog, waarbij stadsmuren en grachten grotendeels overbodig waren geworden en mochten worden gesloopt. Artikel 4 van de Vestingwet bepaalde de ontmanteling van de vestingwerken, waarbij de verdediging van Amsterdam werd verlegd naar de nog te bouwen Stelling van Amsterdam. Na 1875 verrezen buiten de Singelgracht nieuwbouwwijken zoals de Pijp, de Dapperbuurt, de Kinkerbuurt en de Staatsliedenbuurt, povere revolutiebouw van investeerders en beleggers. Hiervoor werden delen van aanliggende gemeenten als Nieuwer-Amstel geannexeerd. 

De nieuwe wijken werden voornamelijk bewoond door arbeidsmigranten van buiten de stad en de lagere middenklasse. De minstbedeelden vond men vooral in deels verpauperde buurten als de Jordaan en op de Oostelijke Eilanden, onder andere Kattenburg. De sociale misstanden waar de industrialisatie mee gepaard ging, maakten Amsterdam tot een centrum van de Nederlandse sociaaldemocratie.
Na 1870 beleefde Amsterdam een grote economische opbloei. De diamantindustrie bloeide door de aanvoer van diamant uit Zuid-Afrika (de 'Kaapse tijd'). Van de joodse diamantbewerkers en diamanthandelaars wist een aantal blijvend aan de armoede van de oude Jodenhoek te ontkomen. Zij vestigden zich aan de Nieuwe Herengracht of staken de Muidergracht over om in de Plantage te gaan wonen.

## Twintigste eeuw (tot 1940)

### Huisvesting en energie
Wie bouwt? Wibaut!— Slogan van Wethouder van Volkshuisvesting Floor Wibaut.
Het economisch herstel van Amsterdam zette door in de 20e eeuw. Sommigen spreken zelfs van 'de tweede Gouden Eeuw'. De Woningwet (1901) gaf de overheid, en vooral de gemeenten, een actieve rol in de volkshuisvesting.De industrie kreeg steeds meer behoefte aan geschoolde arbeiders, en die moesten goed gevoed en gehuisvest worden. In Amsterdam werd deze taak voortvarend opgepakt door de eerste directeur van de nieuwe dienst Bouw- en Woningtoezicht, Tellegen,
de socialistische wethouder Floor Wibaut en de directeur van de nieuwe Woningdienst, Arie Keppler. Wibaut lanceerde het 3500-woningenplan (1916), wat in eerste instantie op veel weerstand kon rekenen binnen het bestuur. Het Zaandammerplein en het Zaanhof in de Spaarndammerbuurt waren de eerste grote successen van het plan. Zijn inzet bezorgde hem binnen de stad de bijnamen 'de Machtige' en 'de Onderkoning van Amsterdam'. Woningbouwverenigingen werden opgericht en de architect Jan Ernst van der Pek, die al in de 19e eeuw op particuliere basis volkswoningen had gebouwd, ontwierp vooruitstrevende huizenblokken voor de Staatsliedenbuurt en de Indische buurt.

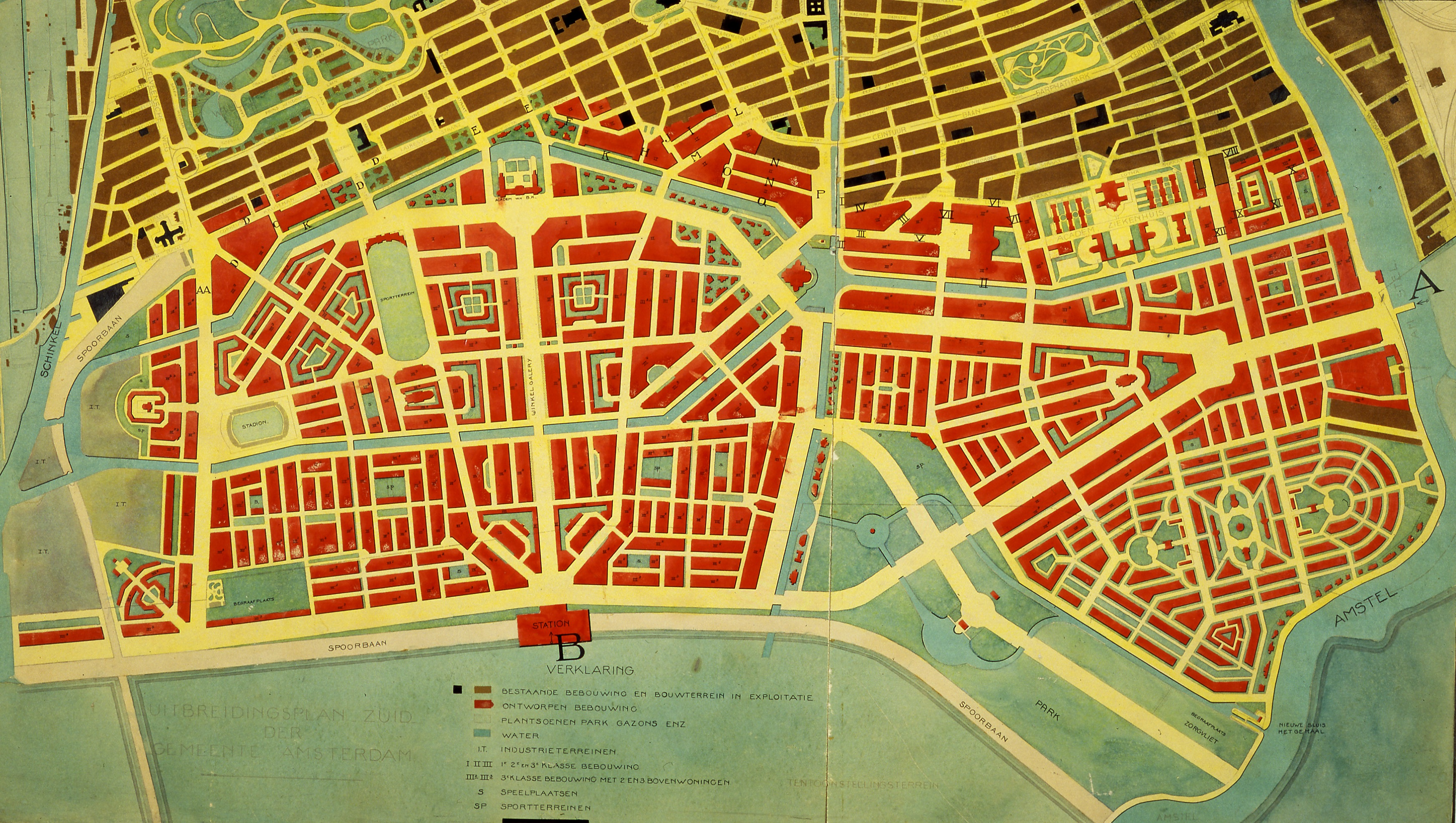
Plan Zuid uit 1917.

Ook vroeg de gemeente aan de architect Hendrik Petrus Berlage om een stedenbouwkundig plan te maken voor een wijk ten zuiden van de stad. Het ontwerp, Plan-Zuid genoemd, werd tussen 1917 en 1930 in de stijl van de nieuw gevormde Amsterdamse School gebouwd. Andere bekende bouwwerken uit die stijl zijn het Scheepvaarthuis (1916), Het Schip (1921) en De Dageraad (1924). Ook het Olympisch Stadion (1928), speciaal gebouwd voor de Olympische Zomerspelen 1928, is een voorbeeld van de architectuur.
Op 21 november 1900 besloot de gemeenteraad tot de oprichting van de Gemeentelijke Elektriciteitswerken en de bouw van een elektriciteitscentrale op de Hoogtekadijk. Op 2 januari 1904 werd het eerste deel van het elektriciteitsnet in gebruik genomen en in hoog tempo werd nu de elektrische tram ingevoerd. De particuliere centrale aan de Haarlemmerweg werd overgenomen, zodat het bijbehorende stroomnet aan de gemeente kwam. In 1917 liet de gemeente elektrische straatverlichting aanleggen door Belgische vluchtelingen, waarna het stadsgas beschikbaar kwam voor huishoudens om te koken. Rond 1920 was Amsterdam in recordtempo geëlektrificeerd.

### Annexatie en uitbreidingswijken

Kaart van het Vergrote Amsterdam in 1921. Geel is het grondgebied van Amsterdam vóór de annexaties. Alle andere gekleurde gebieden zijn de ingelijfde gemeenten in 1921.

Door de gehele of gedeeltelijke annexatie van omliggende gemeenten, zoals Nieuwer-Amstel, Sloten, Watergraafsmeer, Buiksloot, Nieuwendam en Ransdorp in 1896 en 1921 kreeg de stad ruimte voor verdere uitbreiding. In deze periode kwam de woningbouw van de grond in Amsterdam-Noord, zoals de Van der Pekbuurt, Disteldorp, Vogeldorp, de Vogelbuurt, Tuindorp Oostzaan, Tuindorp Nieuwendam, Tuindorp Buiksloterham en Tuindorp Buiksloot. Na de Eerste Wereldoorlog werd er ook gebouwd in de Gordel '20-'40 met naast het Plan Zuid ook het Plan West en Betondorp. In 1929 had Amsterdam 750.000 inwoners.
De groei van de stad alsook de toename van het verkeer noopten de gemeente tot doorbraken in de middeleeuwse stad. De Nieuwezijds Achterburgwal (Spuistraat) en de Nieuwezijds Voorburgwal waren al in 1882-1884 gedempt, terwijl enkele stegen achter het paleis in 1895 plaatsmaakten voor de Raadhuisstraat en de Paleisstraat. Er rees verzet: de kunstschilder Jan Veth schreef in 1901 het pamflet "Stedeschennis" tegen de demping van de Reguliersgracht, die niet doorging, waarna een lange strijd uitbrak tussen "dempers" en "niet-dempers". Het Damrak, de Elandsgracht, de Anjeliersgracht en de Rozengracht werden gedempt, waarna er weer werd getwist over het Rokin.

### Spoorwegwerken Oost
Bij de verbinding tussen de bestaande stad en de nieuwe wijken in Oost, lagen de spoorlijnen en -stations in de weg. Tussen 1934 en '42 werd daarom een dijklichaam aangelegd voor de trein, met viaducten voor verkeer en openbaar vervoer. Het Weesperpoortstation werd gesloopt, en op het verlaten tracé werd de Wibautstraat aangelegd. Ter vervanging van het Weesperpoortstation werd een nieuw station aan de lijn naar Utrecht gebouwd, het Amstelstation. Het Muiderpoortstation werd vervangen door een nieuw station met hooggelegen perrons, een vorkstation op de splitsing van de lijnen richting Utrecht en Amersfoort.

### Algemeen Uitbreidingsplan (AUP) (1934)

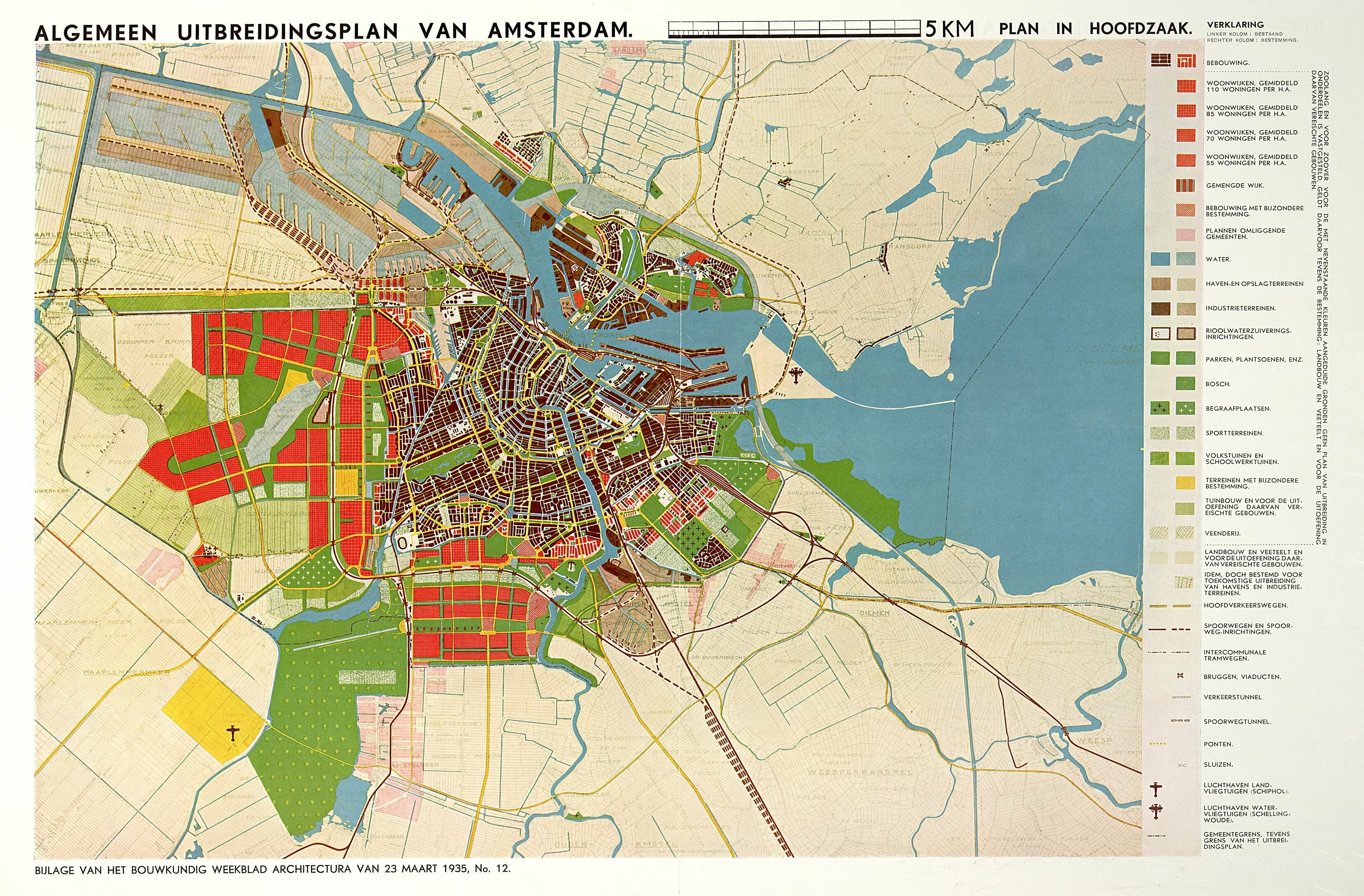
Algemeen Uitbreidingsplan, 1935

Vanaf 1928 werden plannen ontwikkeld voor verdere uitbreiding van de stad: het Algemeen Uitbreidingsplan (AUP), uit 1934. Hoewel Cornelis van Eesteren de stedenbouwkundig ontwerper van het grote project was, was SDAP wethouder Monne de Miranda de grote instigator van de grootschalige uitrol van de sociale woningbouw. Het AUP bestond uit de Westelijke Tuinsteden genaamd Bos en Lommer, Slotermeer, Geuzenveld, Slotervaart, Overtoomse Veld en Osdorp. In het midden van deze wijken kwam de Sloterplas te liggen. De principes van het nieuwe bouwen waren: licht, lucht en ruimte. Zo werd er binnen deze open bouwwijze gebruik gemaakt van strokenbouw en hovenbouw. Het plan werd in 1935 aangenomen door de gemeenteraad en in 1936 werd er met het eerste deel van Bos en Lommer (Landlust) begonnen. De rest van de wijken liet echter lang op zich wachten: de economische crisis van de jaren dertig en de Tweede Wereldoorlog vertraagden uitvoering van het AUP drastisch. Vanaf 1948 kwam de nieuwbouw goed op gang.
Ook stelden Cornelis van Eesteren en stedenbouwkundige ‘mejuffrouw’ Ko Mulder via het Boschplan (1931) voor om het Amsterdamse Bos aan te leggen, waar in 1934 mee werd begonnen.

### Exotische noten
Op kleine schaal kwamen zonen uit de Surinaamse en Antilliaanse elites vanaf het begin van de 20e eeuw naar vooral Amsterdam voor studie. De meesten gingen daarna weer terug om in hun land vooraanstaande posities in te nemen. In Amsterdam bestond vanaf 1919 de Vereniging Ons Suriname voor onderlinge steun en contact.
Minder elitair waren de Surinaamse muzikanten die in de jaren '30 de jazz en Latijns-Amerikaanse muziek in de stad brachten, zoals 
Kid Dynamite en Max Woiski. Danscafé's als Casablanca en de Cotton Club riepen zowel enthousiasme als weerstand op in een stad waar tot 1926 een dansverbod had gegolden.
Een ander exotische nieuwigheid waren de Chinese eethuisjes in de Binnenbantammerstraat. De cliëntèle bestond uit Chinese zeelui en nog niet uit Amsterdammers, maar ze brachten toch de wereld van het verre oosten in de stad.

## Tweede Wereldoorlog (1940-1945)
Tijdens de Tweede Wereldoorlog werd Nederland op 10 mei 1940 aangevallen door het Nazi-Duitsland van Adolf Hitler. Voor Amsterdam begon de oorlog op 11 mei, toen er 44 doden vielen bij het bombardement op de Blauwburgwal. Vier dagen later capituleerde het Nederlandse leger, waarna de Duitse troepen op 15 mei 1940 via de Berlagebrug Amsterdam inreden.

### Jodenvervolging en massadeportatie

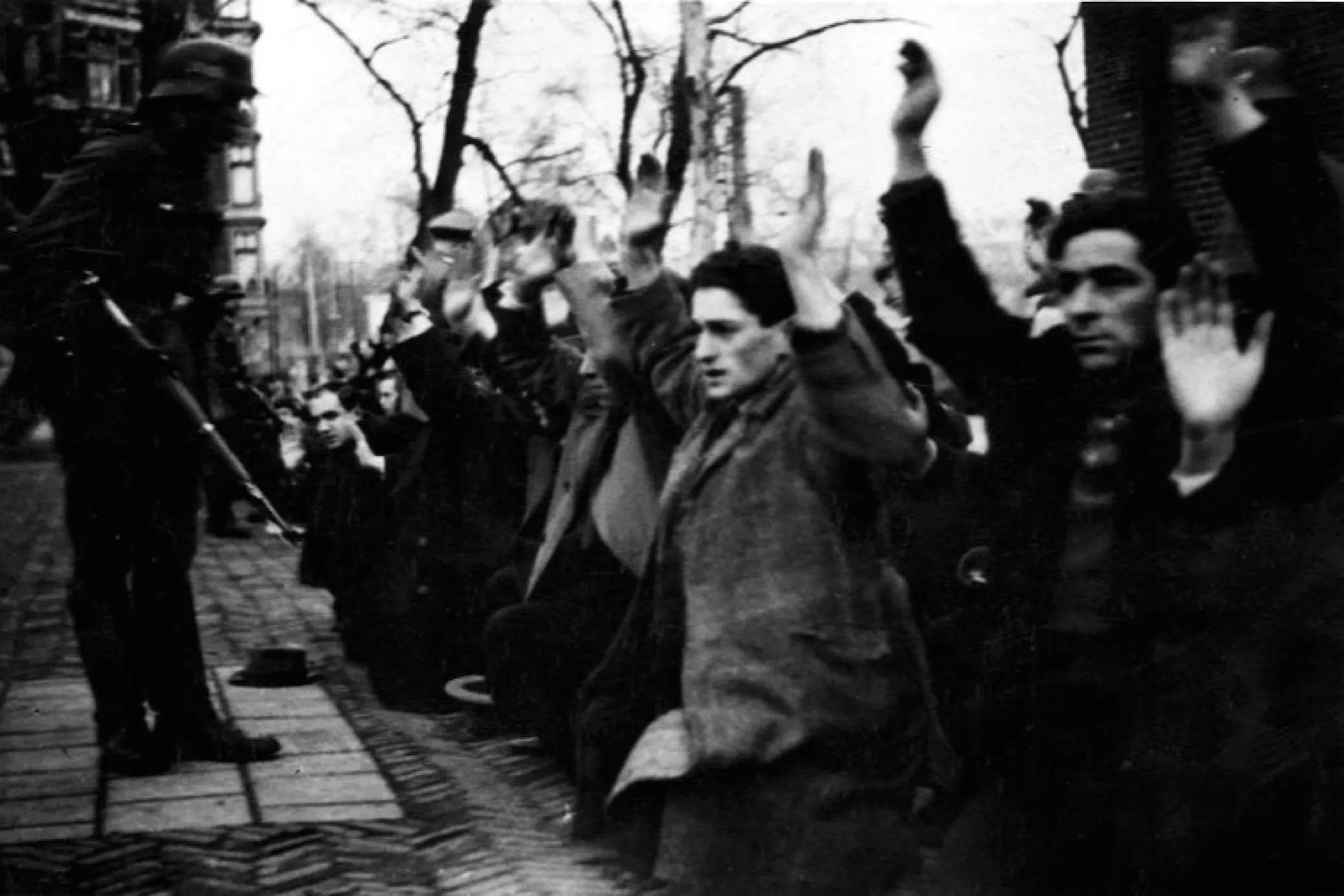
Joodse Amsterdammers worden onder schot gehouden op het Jonas Daniël Meijerplein in Amsterdam

De Jodenvervolging begon in Amsterdam aan het begin van 1941. In februari van dat jaar werd de Joodse Raad voor Amsterdam ingesteld, onder leiding van Abraham Asscher en prof. dr. David Cohen, geheel bestaande uit joden, die de Jodenvervolging moest helpen uitvoeren. Op 22 en 23 februari 1941 vonden de eerste grote razzia's plaats op het Waterlooplein. Er werden die dagen 427 joodse mannen gearresteerd.
De Amsterdamse bevolking antwoordde door middel van de Februaristaking op 25 en 26 februari 1941. Deze massale verzetsactie was het eerste en enige openlijke protest tegen de Jodenvervolging in bezet Europa. De Duitse bezetter was verrast en sloeg hard terug, wat het einde betekende van de staking.
De Jodenbuurt werd vrijwel afgesloten van de rest van de stad. Joden werden uitgesloten van het economische, het sociale en het culturele leven in Amsterdam, en waren aangewezen op eigen instellingen. Joden elders in Nederland moesten verhuizen naar de Jodenkwartieren in Amsterdam, die zo een fuik werden voor de deportatie, die in 1942 op gang kwam. Door middel van razzia's werden hele families samengebracht in de Hollandsche Schouwburg, en vervolgens via Westerbork afgevoerd naar Duitse vernietigingskampen. Veel mensen, vooral joden, moesten onderduiken vanwege de vervolgingen. De bekendste joodse onderduikster ter wereld, Anne Frank, woonde aan het Merwedeplein totdat zij met haar familie vanaf 6 juli 1942 onderdook aan de Prinsengracht. Hier schreef ze haar wereldberoemde dagboek.
Inmiddels werd Amsterdam op 29 september 1943 “Judenfrei” verklaard. Ruim 60.000 Amsterdamse joodse bewoners waren afgevoerd en vermoord. Dat is zo'n 75% van alle Amsterdamse joden; ongeveer de helft van hen kwam om in Auschwitz, een derde in Sobibor, en de rest in andere kampen zoals Mauthausen en Bergen-Belsen. Er bestaan grote verschillen in overlevingskansen naar sociaal-demografische en economische achtergrond.
Maar weinigen kwamen in 1945 terug, en die vonden in de meeste gevallen hun woningen en inboedels ingepikt door buren of andere ondernemende geesten. Hulp kregen ze nauwelijks, en de gemeente bracht hen zelfs achterstallige huren en andere lasten in rekening over de tijd van hun gevangenschap.

### Verzet
De verzetsbeweging was in Amsterdam omvangrijk, en bracht verzetskranten op zoals Vrij Nederland (1940) met onder meer H.M. van Randwijk en Het Parool (1941). Een belangrijke rol was weggelegd voor Walter Süskind, Felix Halverstad, Henriëtte Pimentel en Johan van Hulst. Via een crèche, die tegenover de Hollandsche Schouwburg lag, wisten zij tussen 1942 en 1943 ruim 500 joodse kinderen te redden.

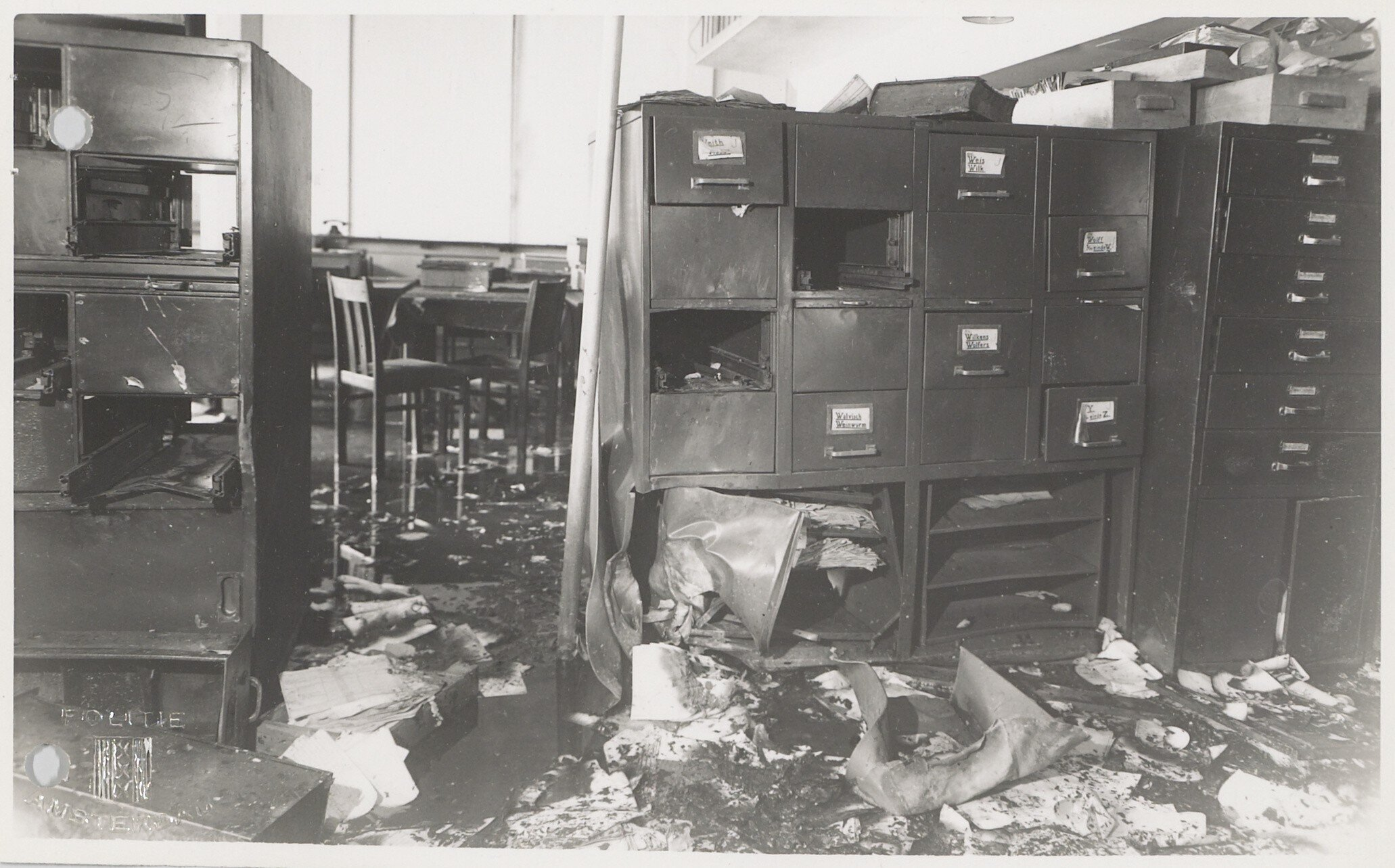
Het bevolkingsregister na de aanslag van het verzet, maart 1943

Daarnaast werd de Groep 2000 gevormd met Jacoba van Tongeren aan het roer. Andere leden waren Truus Wijsmuller-Meijer, die de levens van meer dan 10.000 joodse kinderen wist te redden, en de beeldhouwer Gerrit van der Veen. Van der Veen zette in 1942 de Persoonsbewijzencentrale (PBC) op, waar mensen een vals persoonsbewijs konden laten maken. Het werd de grootste vervalsingsorganisatie van Nederland. Door de PBC wisten duizenden mensen een arrestatie te ontlopen.
Om de gegevens te vernietigen van de Amsterdamse Joden, pleegde de groep rondom Van der Veen in de nacht van 27 maart 1943 een aanslag op het Amsterdams bevolkingsregister.
In juli 1943 deden de geallieerden een aantal pogingen om de Fokker-fabrieken, die de Duitsers van oorlogmateriaal voorzagen, te bombarderen. Veel van de bommen misten de fabrieken, waardoor er zo'n 200 mensen, voornamelijk Amsterdammers, door de bombardementen op Amsterdam-Noord om het leven kwamen.
Een andere verzetsgroep, de CS-6 rondom de familie Boissevain, werd in oktober 1943 ontmanteld. De groep bestond voornamelijk uit studenten en richtte zich op sabotage en gewapend verzet. Begin mei 1944 probeerde Van der Veen en zijn knokploeg kopstukken uit het verzet te bevrijden uit het Huis van Bewaring aan de Weteringschans. De poging mislukte, waarna Van der Veen niet veel later werd opgepakt. Samen met drie van zijn vrienden werd hij op 10 juni 1944 in de duinen bij Wassenaar gefusilleerd. Onder leiding van Johannes Post werd er in juli 1944 nog een poging gedaan om verzetsstrijders te bevrijden uit het Huis van Bewaring. Ook deze poging mislukte, waarna de groep werd gefusilleerd.
Er waren echter ook Amsterdammers die de Duitsers actief hielpen en tegen betaling jacht maakten op joodse onderduikers. De beruchte Colonne Henneicke van Wim Henneicke verdiende daarmee als groep een voor die dagen behoorlijk inkomen.

### Hongerwintervan 1944-1945
Om de Duitsers tegen te werken werd in september 1944 door de Nederlandse regering vanuit London opgeroepen tot een grootschalige staking: de Spoorwegstaking van 1944. Om de staking te stoppen besloot de bezetter het vervoer van levensmiddelen en brandstof naar het westen van Nederland, en dus ook naar Amsterdam, te verbieden. Door het gebrek aan brandstof konden de Amsterdammers nauwelijks verwarmen en koken. Om aan brandhout te komen werden duizenden, vooral joodse, leegstaande huizen geplunderd. De strenge winter en het tekort aan voedsel en brandhout zorgde voor meer dan 5.000 doden in Amsterdam. De overleden Amsterdammers werden tijdelijk ondergebracht in de Zuiderkerk in afwachting van hun begrafenis.

### Bevrijding

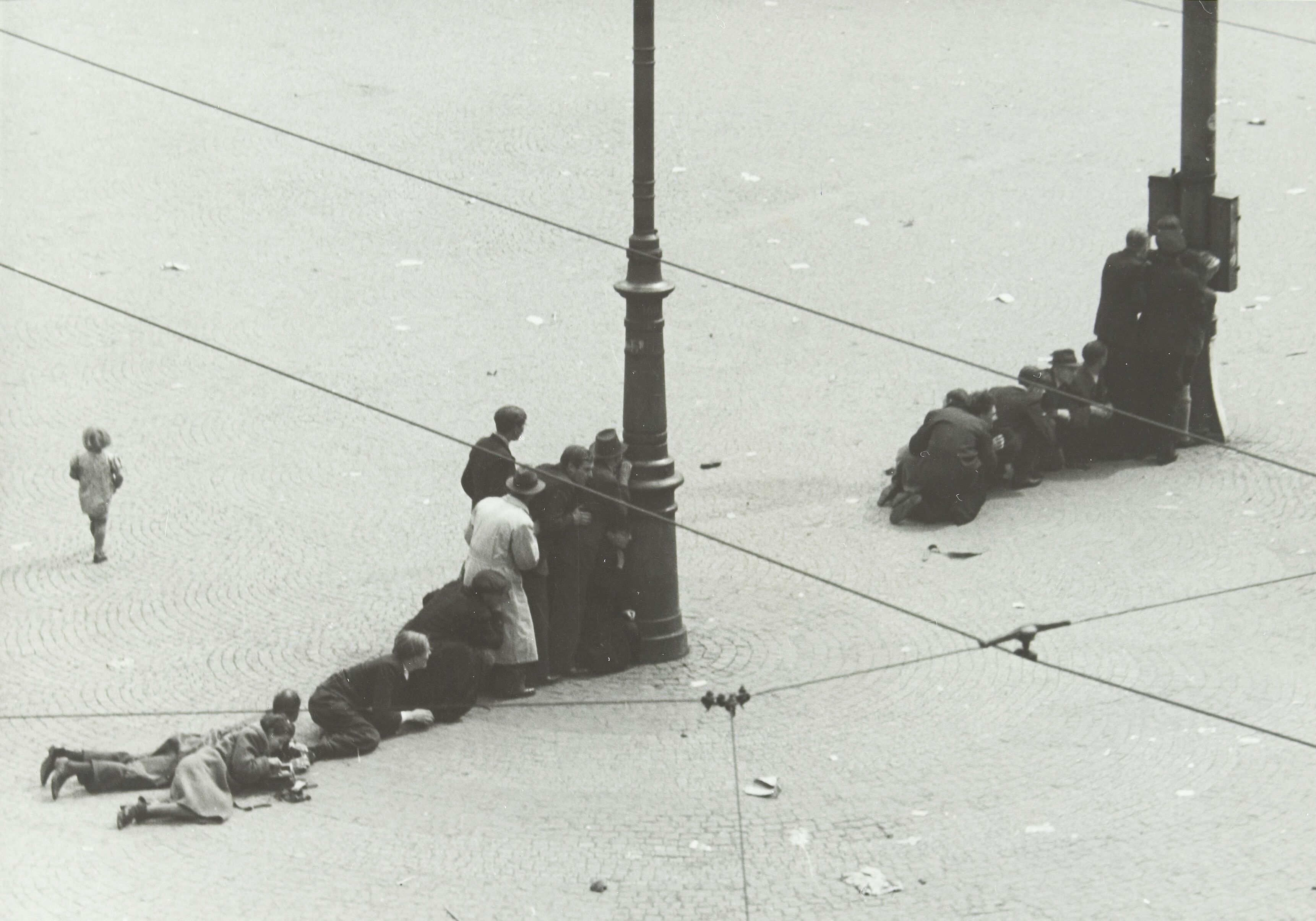
Mensen zoeken dekking tijdens de schietpartij op de Dam, 7 mei 1945.

Begin mei 1945 capituleerde het Duitse leger, waarna Amsterdammers op 7 mei 1945 de bevrijding vierden op de Dam. De vreugde veranderde in paniek toen Duitse soldaten vanuit De Groote Club op de feestvierende massa schoten. Door de schietpartij op de Dam van 7 mei 1945 vielen er 32 doden en daarnaast raakten honderden mensen gewond. Een dag later, op 8 mei 1945, werd Amsterdam bevrijd toen de Canadezen via de Berlagebrug de stad inreden.

## Twintigste eeuw (na 1945)

### Wederopbouw
Na de oorlog werd het Algemeen Uitbreidingsplan (AUP) uit 1935 grotendeels uitgevoerd, zo verrezen in de jaren 1950-60 in het westen de Westelijke Tuinsteden en in het zuiden Buitenveldert. Ook Amsterdam-Noord onderging in de jaren 1960-70 een grote uitbreiding. Dit was mede mogelijk door bouw van de IJtunnel en andere oeververbindingen. Vanaf 1966 kreeg Amsterdam er nog een grote nieuwe uitbreidingswijk er bij: de Bijlmermeer. Deze werd gekenmerkt door grootschalige hoogbouw en een volledig gescheiden infrastructuur.
Het AUP voorzag ook in de uitbreiding van de Amsterdamse haven in westelijke richting en aan de noordoever van het IJ. Langs het Noordzeekanaal ontstond in de vroegere Groote IJpolder het Westelijk Havengebied. Boerenbedrijven werden uitgekocht of onteigend, de bebouwing gesloopt. Door de tweede oliecrisis viel de vraag naar nieuwe havens echter volledig weg. De opgespoten bouwterreinen bleven braak liggen en kregen de bijnaam "het zand van Joop", een verwijzing naar de toenmalige wethouder Joop den Uyl.

### De woelige jaren (60-80)

#### Het magisch centrum (1965-1972)
In de jaren 1960 ontwikkelt Amsterdam zich tot een progressieve en artistieke vrijplaats, waar vernieuwingen in de kunst worden doorgevoerd en tegencultuur de overhand heeft. Robert Jasper Grootveld noemde de hoofdstad ook wel het magisch centrum ('magies sentrum’) van de wereld. Er vinden vele ludieke acties plaats, van kunstenaars als Wim T. Schippers en de feministische beweging Dolle Mina. Amsterdam werd in de jaren 1960 ook een centrum van verzet, en wel tegen de overheersende 'burgerlijke' moraal en 'verwaande' gezagsdragers. Provo voerde ludieke acties tegen allerlei autoriteiten, variërend van politie-agenten tot de tabaksindustrie.

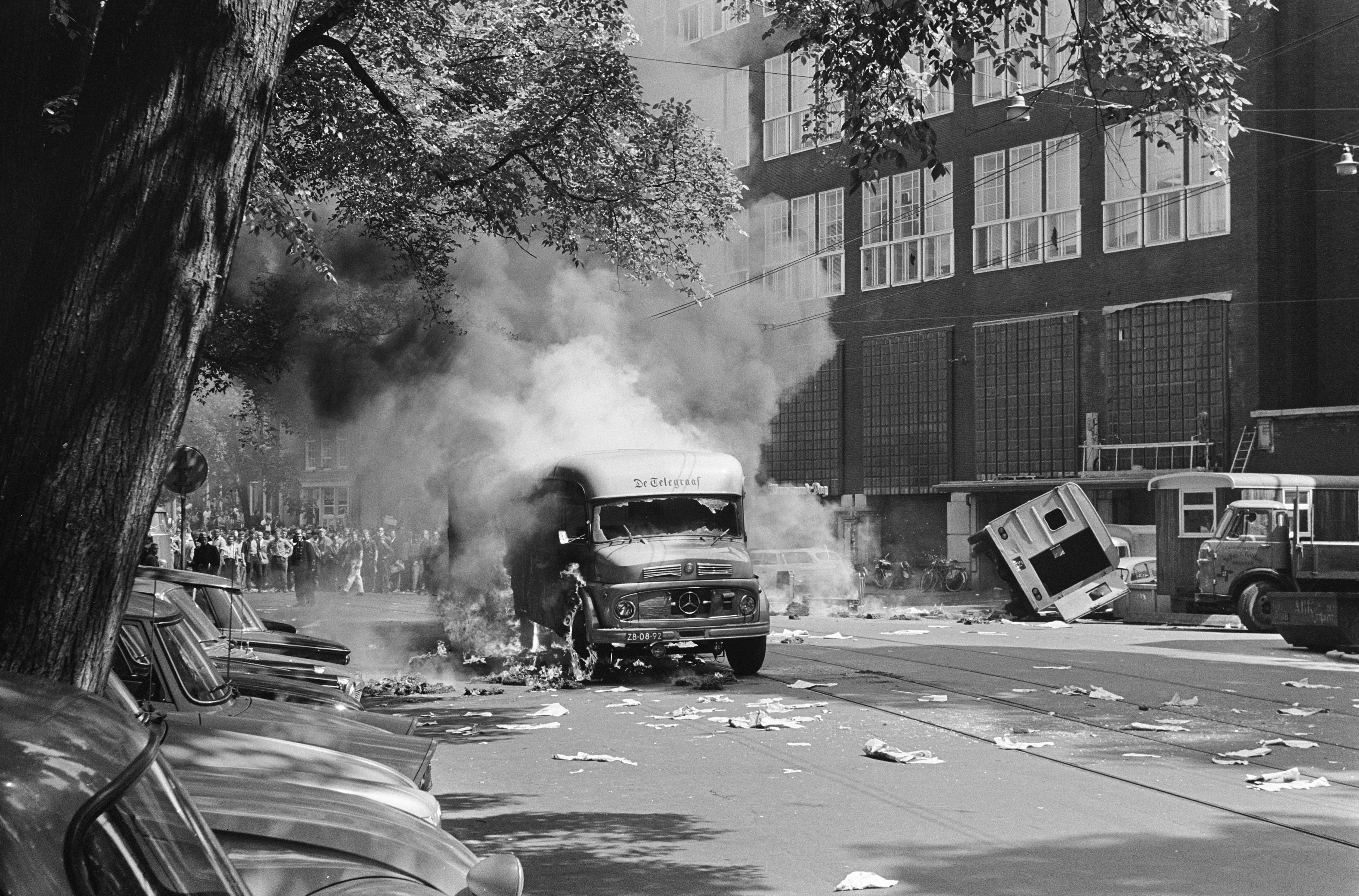
Telegraafrellen, 13 en 14 juni 1966

In 1966 ontstonden de eerste opmerkelijke onlusten van na de oorlog: in maart een rookbom bij het huwelijk van Beatrix en Claus en in juni de twee dagen durende Telegraafrellen, die het leven in het centrum platlegden en een dode, vele tientallen gewonden plus grote materiële schade opleverden (onder meer verbrande Telegraafauto's). Als gevolg daarvan moesten de burgemeester en de hoofdcommissaris van politie aftreden. Studenten bezetten in navolging van voorbeelden uit het buitenland in 1969 het Maagdenhuis, het bestuurscentrum van de Universiteit van Amsterdam.
Eind jaren 60 deed hennep zijn intrede in de stad. Robert Jasper Grootveld richt in 1969 samen met Kees Hoekert de Lowlands Weed Company op. Vanaf de woonboot van Hoekert, 'De Witte Raaf', verkopen de twee mannen wietplantjes, waarmee zij het eerste verkooppunt van pure hennep vormen. De acties leidden tot verzet en rechtszaken, maar in 1976 ook tot het huidige beleid dat onderscheid maakt tussen hard- en softdrugs. Als eerste coffeeshop wordt Mellow Yellow (1972) aan de Weesperzijde genoemd, waar een dealer aan de bar stiekem hasj verkocht. Dit concept werd in 1975 overgenomen door de coffeeshops Rusland en The Bulldog.
In 1968 opende het Cosmisch Ontspanningscentrum Paradiso, tegenwoordig kortweg Paradiso, zijn deuren. Amsterdam werd het Europese epicentrum van de hippies, die 's nachts aan de voet van het Monument op de Dam of in het Vondelpark sliepen. Niet iedereen was even blij met de 'Damslapers': op 25 augustus 1970 werd de Dam hardhandig schoongeveegd door het Korps Mariniers.

#### Stadsvernieuwing in de binnenstad
In de jaren '60 was het idee voor cityvorming populair in brede politieke en stedenbouwkundige kringen: wonen in de binnenstad zou ondergeschikt moeten worden gemaakt aan economische functies. De binnenstad moest op de schop. In een klimaat van verpaupering werd begonnen met de stadsvernieuwing: een proces van sloop en nieuwbouw, maar ook van grootschalige renovatie. Megalomane ontwerpen voor doorbraken en dempingen zoals de plannen van Jokinen (1967) deden de ronde. In de plannen moesten verpauperde volksbuurten als De Pijp en de Kinkerbuurt plaatsmaken voor snelwegen. Dit alles om de bereikbaarheid per auto te vergemakkelijken.
De plannen van de wethouders Roel de Wit en Joop den Uyl om in het kader van de krotopruiming een groot deel van de Jordaan te vervangen door kantoortorens en flats riepen veel weerstand op. Het Jordaansentiment was in de jaren 1950 tot grote hoogte gestegen, en in de jaren 1960 waren studenten en kunstenaars tussen de Jordanezen komen wonen. Wethouder Han Lammers moest de plannen van tafel halen.
In een aantal buurten kwamen buurtbewoners met succes in verzet tegen de sloop van woningen. Zo werd in 1972 de aanleg van een brede autoweg dwars door de Nieuwmarktbuurt voorkomen. En hoewel de Haarlemmer Houttuinen een van de wijken was die sneuvelde, werd er voorkomen dat er een vierbaansweg werd voltooid. Actievoerende bewoners wilden een opknapbeurt voor hun goedkope woningen, en handhaving van het sociale verband in hun buurten. Leeggeruimde woningen werden op grote schaal gekraakt, en de kraakbeweging werd een machtsfactor in de stad.

#### Kraakbeweging

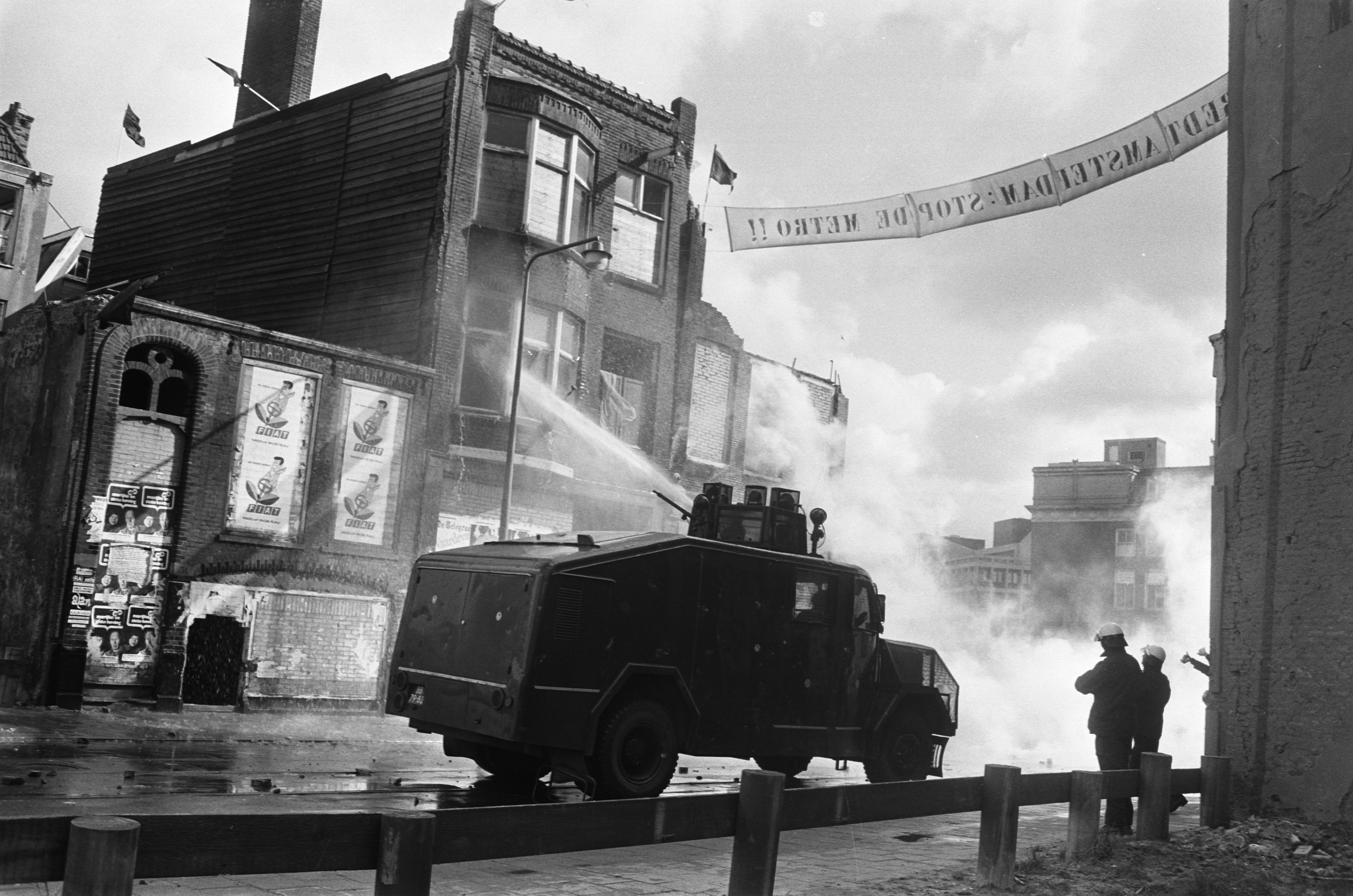
Nieuwmarktrellen, 1975.

De bevolking nam in de jaren ’70 sterk af: veel gezinnen vonden de woningen in de stad te klein en kozen voor groeikernen als Hoofddorp, Alkmaar, Hoorn, Purmerend, Lelystad en Almere. De 'overloop' werd ook door de gemeente en de rijksoverheid gestimuleerd. Ondanks de krimp bleef er een woningtekort. Jonge woningzoekenden namen intrek in krotten en andere leegstaande panden. De kraak van een woning aan de Generaal Vetterstraat in januari 1965 wordt gezien als de eerste officiële kraak van Amsterdam. De kraakbeweging was geboren.
In 1970 begon de gemeente met de bouw van het Amsterdamse metronet, waartoe in 1968 was besloten. Voor de tunnelbouw moesten in goede staat verkerende woningen in de Nieuwmarktbuurt worden gesloopt. Dit stuitte op felle protesten, waarna op 24 maart en 8 april 1975 de Nieuwmarktrellen uitbraken. Ook bij de ontruimingen van de kraakpanden ontstonden opstanden. Een bekend voorbeeld is de ontruiming van een kraakpand op de hoek van de Vondelstraat en de Eerste Constantijn Huygensstraat. Dit leidde in februari-maart 1980 tot een driedaagse bezetting van het kruispunt, waarna de politie zelfs pantservoertuigen inzette.
De aanvankelijk welwillende houding van de Amsterdammers tegenover de krakers sloeg om na het grootschalig geweld tijdens de inhuldiging van koningin Beatrix. De kraakbeweging radicaliseerde steeds verder: de kraakpanden werden actiebolwerken van Autonomen, anti-militaristen van Onkruit en de "anti-apartheidsstrijders"van RaRa. Met name de Staatsliedenbuurt werd een soort vrijstaat, waar een "parallelle overheid" vanuit het kraakcafé de lakens uitdeelde.

#### Verkeer
De rol van Amsterdam als economisch centrum in de Randstad zorgde voor enorme druk op de wegen in en rond de stad. Lokaal en interlokaal autoverkeer zocht zijn weg door de binnenstad. Sinds 1957 was er een vaste oeververbinding tussen Amsterdam-Noord en Amsterdam met de opening van de Schellingwouderbrug en de Amsterdamsebrug.
Werknemers van Amsterdamse bedrijven woonden steeds vaker buiten de stad, en reisden dagelijks heen en weer tussen Amsterdam en hun woonplaats. De populariteit van de auto nam toe ten koste van die van de trein en de fiets. Om de stad toegankelijker voor auto's te maken werden de Coentunnel (1966) en IJtunnel (1968) gebouwd. De Einsteinweg van de Coentunnel naar het Bos en Lommerplein was het eerste stuk snelweg dat in 1966 in gebruik werd genomen als onderdeel van een ringweg rond Amsterdam. Die bestond toen al op de tekentafels, maar omsloot Amsterdam pas in 1990 met de openstelling van de Ring Noord en Ring Oost, inclusief de Zeeburgertunnel.
Treinreizigers uit de andere gemeenten ten noorden van het Noordzeekanaal kwamen grotendeels via de Hembrug de stad binnen, totdat in 1983 de Hemtunnel gereed kwam. De Schiphollijn opende in 1978-1981 en vormde het eerste deel van de nieuwe spoorwegverbinding tussen Amsterdam Zuid en de flink gegroeide luchthaven. In 1986 kwam er met de ingebruikname van de Westelijke Tak van de Amsterdamse Ringspoorbaan een rechtstreekse verbinding tussen Schiphol en Amsterdam CS, gevolgd door de Zuidelijke Tak van de Amsterdamse Ringspoorbaan in 1993.
Door het groeiend autobezit slibden vanaf de jaren '60 de straten dicht, het eerst in de binnenstad. De parkeermeter en de parkeergarage deden hun intrede, en er werden zelfs plannen gemaakt om onder de Amsterdamse grachten overal parkeerruimte te bouwen. De auto nam steeds meer openbare ruimte in beslag, ook in de arbeidersbuurten. Terwijl de gemeente doorging de stad aan te passen aan de auto, ontstond er verzet van groepen als Stop de Kindermoord en de Fietsersbond. In de jaren ’80 werd een aantal fietsdemonstraties gehouden op zaterdagmiddagen, waarbij de winkelende automobilisten door de eindeloze stroom fietsers tot razernij werden gebracht. Het referendum van 1992, toen tegen de zin van de gemeente werd gekozen voor een autoluwe binnenstad, betekende een keerpunt. In plaats van de geplande parkeergarages kwam er een stelsel van betaald parkeren met bewonersvergunningen tegen betaling en SMS-parkeren voor bezoekers.

### Zakencentrum
Vanouds had het economisch hart van de stad geklopt in het gebied van het Damrak, de Dam en de Warmoesstraat. In de 20e eeuw echter verschoof dat naar de grachtengordel, waar de patricische families in de grachtenpanden plaats maakten voor bankkantoren en andere bedrijvigheid. Maar de schaalvergroting in de economie maakte het na de Tweede Wereldoorlog onvermijdelijk om na te denken over een nieuw zakencentrum.
Rond 1970 werden plannen gemaakt voor een ondergrondse spoorlijn van Schiphol naar het Museumplein. Ook dat plan riep weerstand op, vanwege de te verwachten cityvorming in de omgeving. De chique woonwijken van Oud-Zuid zouden snel ten prooi vallen aan kantorenbouw. Opnieuw wonnen de Amsterdammers: de Schipholspoorlijn werd over een dijklichaam uit de jaren dertig rond de binnenstad naar het Centraal Station geleid.
Toen richtte de aandacht van de plannenmakers zich op de IJ-oevers, die door de verschuiving van havenfuncties en de ondergang van de scheepsbouw een nieuwe invulling behoefden. Onder leiding van wethouder Jeroen Saris (1990-1994) verrezen ambitieuze plannen voor een "Manhattan aan het IJ", waarvoor echter moeilijk financiering was te vinden. In 1994 staakten B&W dit streven nadat de ING had afgehaakt.
Het bedrijfsleven, met het bankwezen voorop, had intussen zijn oog laten vallen op een ander gebied: de Zuidas, rondom Station Amsterdam Zuid. Achter elkaar verrezen daar de hoofdkantoren, advocatenkantoren, bankkolossen enzovoort. Een nieuw economisch centrum ontstond, dat dicht bij Schiphol lag en daarom ook voor buitenlandse bedrijven aantrekkelijk was.

### Verandering van de bevolkingssamenstelling

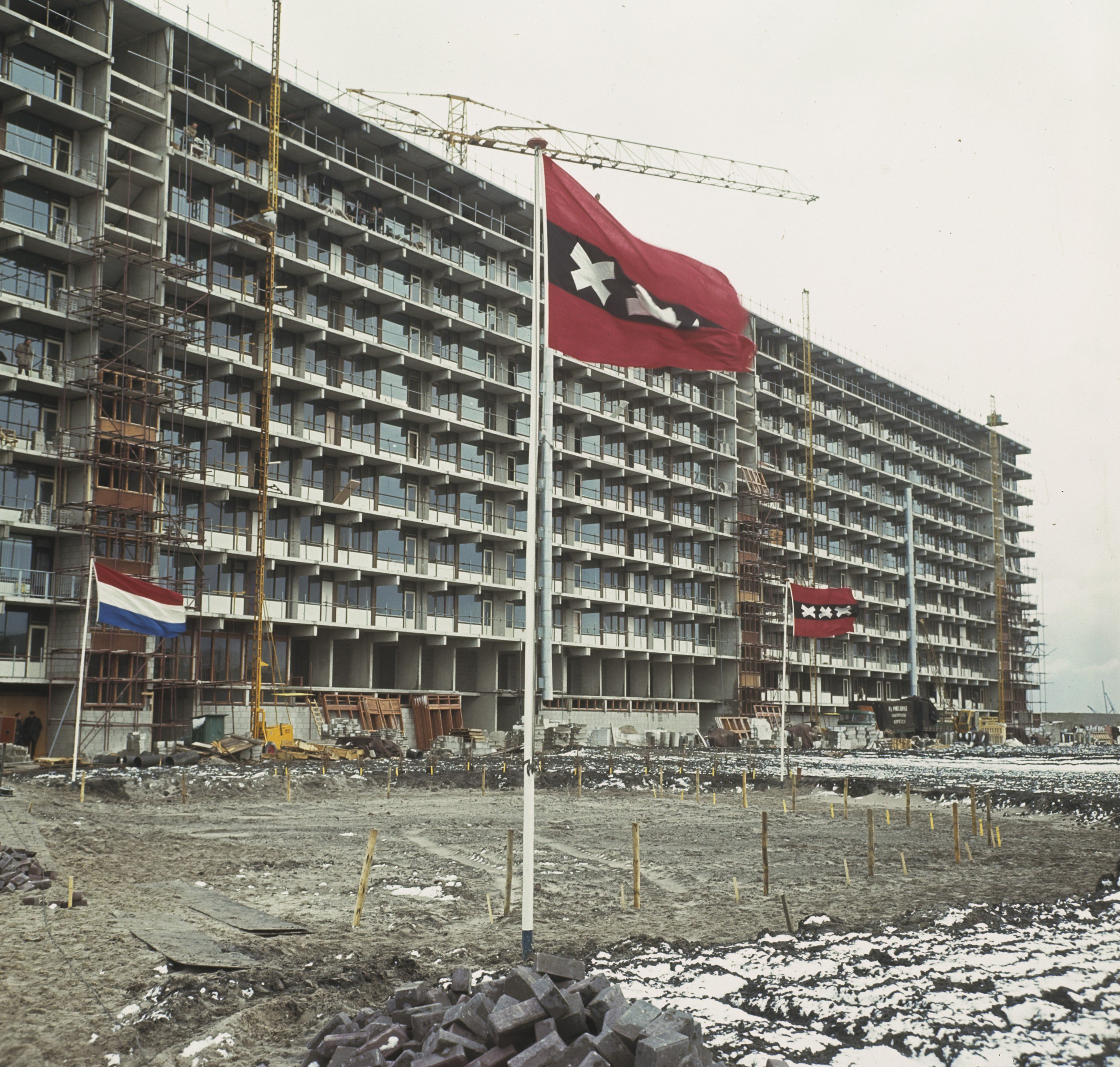
Bijlmermeer flats in aanbouw, 1968.

De stad veranderde niet alleen demografisch (kleinere huishoudens, minder gezinnen), maar ook etnisch. Vanaf 1911 was er al een klein Chinatown rondom de Binnen Bantammerstraat ontstaan, die zich vanaf de jaren 1960 uitbreidde naar de Geldersekade en de Zeedijk.
In de jaren 1950-60 kwamen er gastarbeiders uit vooral mediterrane landen als Spanje en Italië. Zij werden in de jaren 1960-70 gevolgd door mannen uit Turkije en Marokko. Vooral door de gezinshereniging en de grotere gezinnen, liep het aandeel van de mediterrane allochtonen vanaf de jaren 1980 in de bevolking snel op.
Een andere nieuwe groep werd gevormd door de Surinamers. Vooral vlak voor en na de onafhankelijkheid van Suriname (1975) trokken velen van hen naar Nederland, en vooral naar Amsterdam. Veel Surinamers vonden woonruimte in de Bijlmer. Deze hoogbouwwijk werd in de jaren 1960-70 aangelegd met het oog op gezinnen uit de stad, maar kampte met leegstand omdat de meeste Nederlandse gezinnen een doorzonwoning met een tuin in een groeikern verkozen, boven een woning driehoog achter of in een galerijflat. Later verspreiden de Surinamers zich meer en verhuisden naar Amsterdam-Noord en Almere. De Bijlmer bleef een zwarte wijk, maar nu ook bewoond door mensen uit Afrikaanse landen als Ghana en Nigeria.
Door de komst van internationale bedrijven kwamen er grote groepen expats uit landen als Japan, Duitsland, Engeland en de Amerika in de stad wonen. Zo werd Amsterdam steeds diverser met een bevolking van rond de 180 nationaliteiten.

### Homohoofdstad

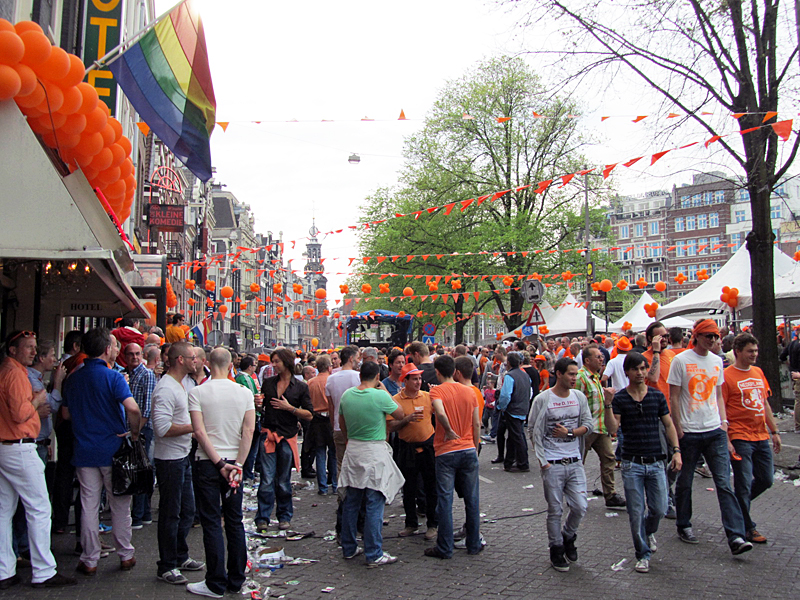
Straatfeest bij de homocafés langs de Amstel, ter gelegenheid van Koninginnedag (hier op 30 april 2012).

Amsterdam gold in de tweede helft van de 20e eeuw enkele decennia lang als de homohoofdstad, oftewel Gay Capital, van Europa. Door het liberale klimaat en de pragmatische houding van de gemeente kon onder meer een uitgebreide en gevarieerde homohoreca ontstaan, die al
vanaf de jaren 1950 homotoeristen vanuit de hele wereld aantrok.
Ook ontstond in Amsterdam de oudste nog bestaande vereniging van homoseksuelen: de in 1946 opgerichte Nederlandse Vereniging tot Integratie van Homoseksualiteit COC. In 1987 kreeg Amsterdam het eerste Homomonument en in 2001 werd door de burgemeester het eerste homohuwelijk ter wereld gesloten. Een ander hoogtepunt waren de Gay Games, die in 1998 in Amsterdam plaatsvonden en die het grootste homo-evenement waren dat tot dan toe in Nederland was gehouden.
Vanaf 1996 vindt jaarlijks in augustus de Amsterdam Gay Pride plaats, een homocultureel festival met uiteenlopende activiteiten. Belangrijkste onderdeel is de botenparade op de grachten, de Canal Parade, die enkele honderdduizenden bezoekers trekt. Hoewel Amsterdam daarnaast nog altijd een groot en gevarieerd aanbod van homohoreca en homofeesten heeft, is de stad haar positie als Gay Capital sinds het eind van de jaren 1990 geleidelijk aan kwijtgeraakt aan steden als Barcelona, Londen en Berlijn.

### Binnengemeentelijke decentralisatie
Onder leiding van Michael van der Vlis werd in 1979 besloten tot de oprichting van stadsdelen met een eigen gekozen bestuur, om de afstand tussen burger en bestuurder te verkleinen. Omdat PvdA en VVD van mening verschilden over de schaal, de PvdA wilde veel kleine stadsdelen en de VVD een paar grote, werd begonnen in 1981 met Noord (80.000 inwoners) en Osdorp (16.000 inwoners). In 1986 kwamen daar De Pijp, Watergraafsmeer, Buitenveldert en Zuidoost bij. Vier jaar later volgde de rest, op het Centrum na, dat pas in 2002 een eigen deelraad kreeg. Toen waren er zestien stadsdelen.
In 1995 werd er serieus gesproken over het opheffen van Amsterdam. Onder aanvoering van burgemeester Schelto Patijn wilde men de stad opdelen in een aantal kleine delen, die tezamen de stadsprovincie 'Amstelmond' zouden moeten uitmaken. Het idee is dat een metropool als Amstelland, met de grote haven, beter bestuurd kon worden over de gemeentegrenzen heen, als een stadsprovincie. Volgens deskundigen was dat geen gekke gedachte. Echter, het idee dat Amsterdam zou worden opgeheven gaat er bij veel Amsterdammers niet in. Men strijdt voor een referendum en als dit er komt is de uitslag overduidelijk: 92 procent van de stemmers verwerpt het plan. Daarop wordt het wetsvoorstel ingetrokken.

## Eenentwintigste eeuw

### 2000-2010

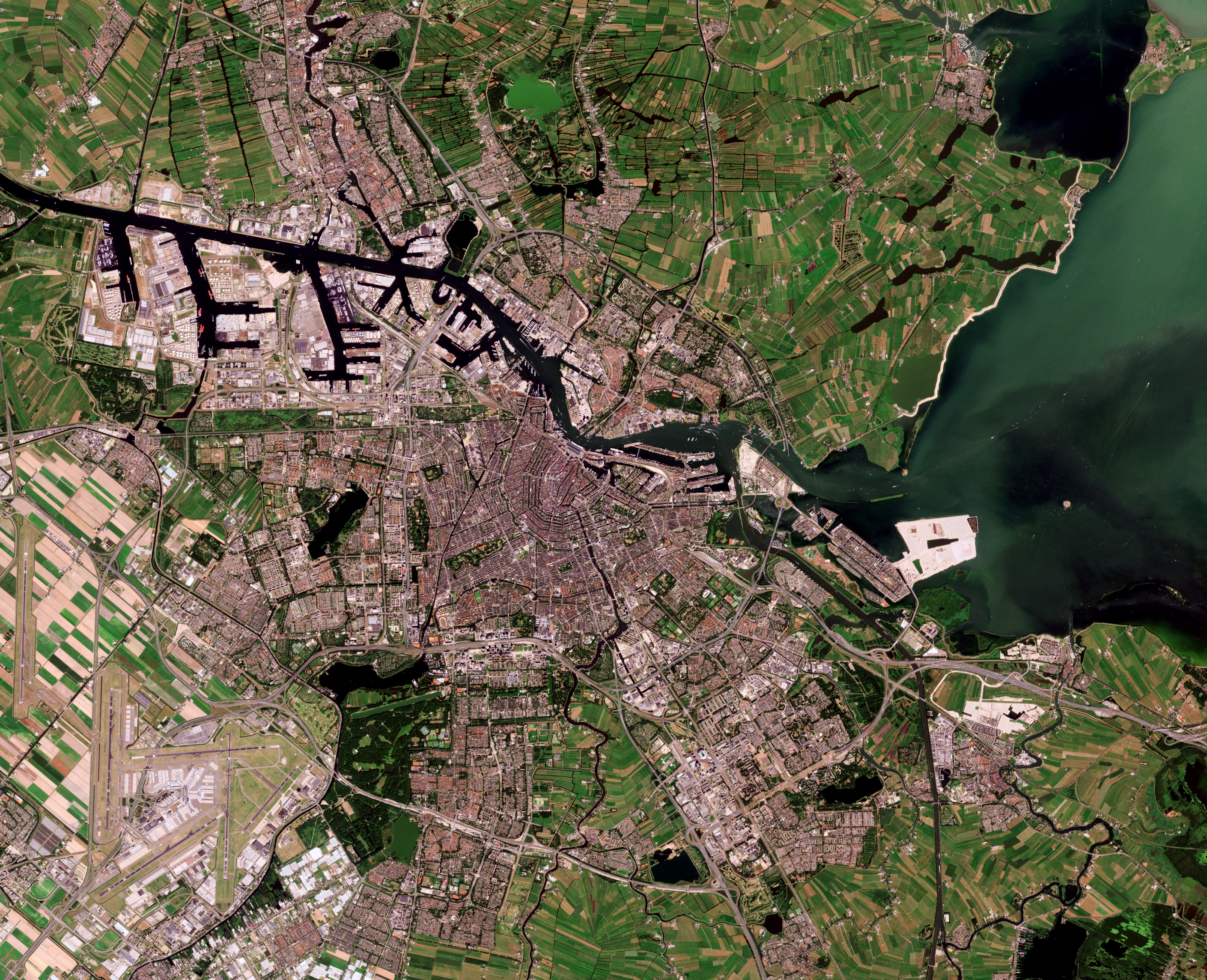
Satellietfoto van Amsterdam anno 2020

Sinds 2000 verrijst in het IJmeer ten oosten van de stad de geheel nieuwe wijk IJburg op aangeplempte eilanden. In 2003 startte de bouw van de Noord/Zuidlijn, een metroverbinding tussen Amsterdam-Noord, de Binnenstad en Amsterdam-Zuid. Na een bouwtijd van vijftien jaar werd de nieuwe metro geopend op 22 juli 2018. De wegen rond Amsterdam werden uitgebreid en verbreed om de stad met de auto bereikbaar te houden. Schiphol bleef zich uitbreiden en hoofdkantoren van internationale bedrijven als Philips en AkzoNobel verhuisden naar de regio.
In 2004 besloot Amsterdam te gaan experimenteren met het burgerinitiatief. Toen in het volgend jaar de gemeenteraad het Sportpark Middenmeer wilde gaan volbouwen, werd een burgerinitiatief opgetuigd om dit te verhinderen. Wethouder Duco Stadig blokkeerde echter een behandeling in de gemeenteraad vanwege het grootstedelijke belang van de nieuwbouw. Daarmee stierf het burgerinitiatief een stille dood.
In 2010 werden de toen bestaande veertien stadsdelen samengevoegd tot zeven nieuwe stadsdelen (Centrum, Noord, Oost, West, Nieuw-West en Zuidoost). In 2014 werden de Stadsdeelraden de nek omgedraaid. De gekozen deelraadsbesturen hadden hun hand overspeeld met megalomane en peperdure bouwplannen voor nieuwe stadsdeelkantoren. Ook werd het het houden van een referendum zo tegengewerkt, dat die na 2000 niet meer zijn gehouden. Beloftes om op een andere manier de inspraak op wijkniveau vorm te geven, werden nooit ingelost. De bestuurscommissies van na 2014 hadden slechts een beperkte invloed. De gemeentelijke organisatie werd weer steeds meer centraal bestuurd. Zo werd Amsterdam in de 21e eeuw weer de regentesk bestuurde stad van vóór de Provotijd.

### 2010-2020
De wereldwijde kredietcrisis had ook invloed op Amsterdam. Door de wankelende positie van banken werd onder andere de ontwikkeling van de Zuidas vertraagd en kwam de huizenmarkt stil te liggen.
Als reactie op de macht van banken en aandelenbeurzen, bezette Occupy Amsterdam op 15 oktober 2011 het Beursplein, waarna het tentenkamp op 20 oktober al uit meer dan 100 tentjes bestond. De groep vertrok uiteindelijk op 24 maart 2012.
Wij hebben met z’n allen een enorm probleem: dat we in zo ongeveer de mooiste en fijnste stad van de wereld wonen.— Burgemeester Eberhard van der Laan
Amsterdam was al een aantal decennia een belangrijke toeristische bestemming, maar vanaf circa 2013, na de heropening van het Rijksmuseum en het Stedelijk Museum en economische heropleving na een crisisperiode, groeide het aantal toeristen explosief. Ontwikkelingen als groeiende welvaart en mobiliteit in steeds meer landen van de wereld en de reputatie van Amsterdam als tolerante stad met een rijke cultuur en vrijheid van allerlei levensvormen en -uitingen stimuleren de trek naar Amsterdam en zijn een lokaas voor toeristen.
Naast de Grachtengordel, het Anne Frank Huis en de grote musea hebben ook het Red light district op de Wallen en de coffeeshops waar drugs kunnen worden gekocht en gebruikt een belangrijke aantrekkingskracht. Als gevolg hiervan zijn er in de afgelopen decennia veel nieuwe hotels geopend en ook de opkomst van Airbnb biedt steeds meer toeristen onderdak. Hierdoor zijn er in de binnenstad veel horecagelegenheden en toeristenwinkels vooral gericht op de groeiende massa van toeristen.
Na enkele decennia van krimp van de bevolking in de jaren zestig en zeventig, als gevolg van de trek naar de 'overloopgemeenten', is de bevolking vanaf de jaren negentig weer gaan groeien. Na het dieptepunt van 675.570 bewoners in 1985 werd in 2019 weer hetzelfde niveau bereikt als in 1959: 873.200 inwoners. Naast de grote uitbreidingswijk IJburg worden in toenemende mate binnenstedelijke uitbreidingen gerealiseerd, waardoor de bevolkingsdichtheid daar weer toeneemt. Diverse vroegere bedrijventerreinen worden bebouwd met woningen, waaronder de gebieden langs de noordelijke oevers van het IJ en havenbuurten aan de oostkant van de stad. Ook de Zuidas wordt sterk uitgebreid, nu niet alleen met kantoren, maar ook met woningen.
Per 24 maart 2022 werd de gemeente Weesp bij Amsterdam gevoegd, het grondgebied werd een zogenoemd stadsgebied binnen de gemeente Amsterdam. Met Weesp erbij is het aantal inwoners van Amsterdam gegroeid tot boven de 900.000.